# 九七式中戦車
九七式中戦車 チハ（きゅうななしきちゅうせんしゃ チハ）は、1930年代中後期に開発・採用された大日本帝国陸軍の主力中戦車である。
1938年（昭和13年）から1944年（昭和19年）にかけて総計2,123輌が生産され、九五式軽戦車 ハ号とともに第二次世界大戦における日本軍の主力戦車として使用された。

## 概要
1936年（昭和11年）、日本陸軍において歩兵の直接支援のための戦車として開発が開始された。新型中戦車の開発に当たっては速度性能、車体溶接の検討、避弾経始(原文表記では緩角傾始)を考慮した車体設計など防御性能の向上が求められたが、当時の陸軍が渡河作戦で使用していた架橋資材の性能、及びその他の状況から車両重量増が最大の議題となった。この架橋資材は最大で16ｔまでの戦車の通過が可能だったが、荒天等で河川が増水している場合は、安全に渡河作戦を行うため、戦車の重量は12ｔ以内に収めることが求められていた
そのため、重量増を忍び性能の充実を求める声と、防御・速度性能を忍んでも重量の逓減を優先する意見の双方があり、双方のコンセプトに沿った車両を試作し比較試験することとなった。主砲についてはどちらも八九式中戦車の主砲と同等とされた。
陸軍技術本部は、前者を甲案（後のチハ車。予定重量13.5トン）、後者を乙案（後のチニ車、予定重量10トン）として設計を開始した。甲案は砲塔に2人が配置され、八九式中戦車と同じく車載機関銃は2挺とされた。対する乙案では砲塔が1人用に小型化され、車載機関銃は後部のものが省略されて車体前面の1挺のみとなった。甲案（チハ車）の砲塔自体の容積は八九式中戦車とほぼ同等であり、戦闘室容積も同様であるが、砲塔中径（ターレットリング径）には余裕を持たせており、将来の主砲の大口径化による砲塔換装が考慮されていた。
設計案の検討時点では、参謀本部側は甲案の12トン程度への軽量化を要求したものの、技術本部からの不可能との回答を得て、性能差を忍び乙案を大量配備する方針に転換した。性能差は配備数の増加で補えるという意図であるが、同時に甲案の開発継続も要望してもいる。これに対して陸軍戦車学校側は2人用砲塔の甲案が絶対的に優位としていた。装甲・速度性能に関しては乙案でも許容可能だが、戦闘力発揮のためには2人用砲塔が必須との主張であった。一方、新戦車の開発は急がれており、結果的に妥協点を見出せないまま双方を試作して検討する形になってしまう。この混乱が後の試製九八式中戦車チホの開発の一因とされる。
1937年6月にチハ試作車2輌が三菱重工により完成した。チニ試作車は1輌が陸軍造兵廠大阪工廠により試作された。チハ試作車は予定重量13.5トンに収まったが戦車学校の追加修正を加えた結果、最終的に重量は約15トン（15.3トンまたは15.6トンとする資料もある）となった。チニ試作車は予定重量以下の9.8トンに収まった。
チニ車とチハ車の試験の結果はどちらもおおむね良好とされたが、最終的にはチハ車が制式採用され、チニ車は試作のみで中止されることになった。比較的高価、かつ大重量な本車がチニ車を抑えて採用されたのは支那事変により軍事予算全般に余裕ができたのも一因とされる。
生産には三菱重工、相模陸軍造兵廠、日立製作所のほか、日本製鋼所、日野重工、小倉陸軍造兵廠、南満陸軍造兵廠（奉天）などが関わっている。

## 開発

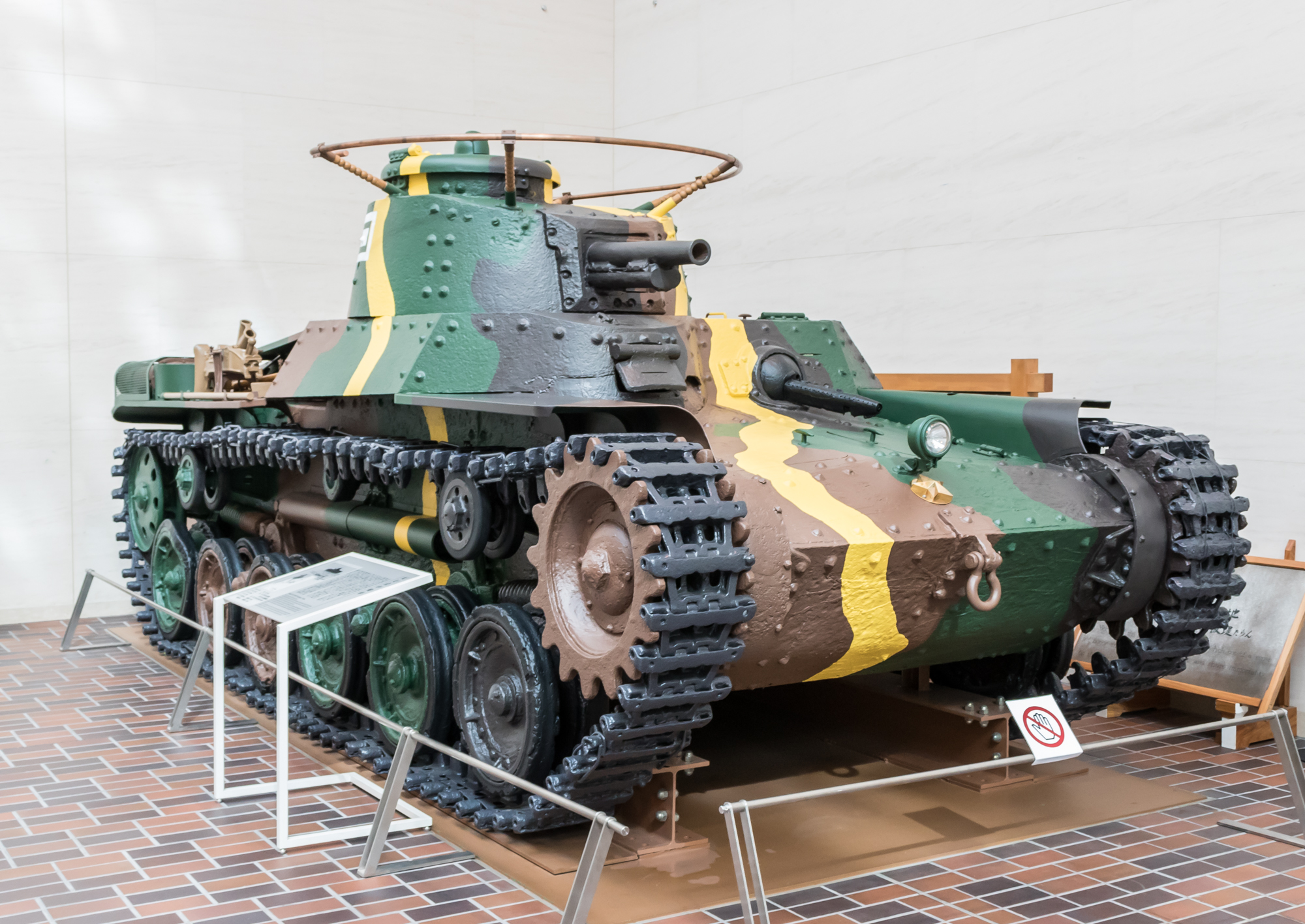
遊就館に展示される九七式中戦車、サイパン島で全滅した戦車第9連隊所属の1輌

各国の陸軍が採用する戦車の多くがガソリンエンジンだった時代に、空冷ディーゼルエンジンを搭載していることが大きな特徴である。ディーゼルエンジンは燃料に揮発性の高いガソリンでなく軽油を使用するため、爆発的な火災発生の危険が少ない利点があった。
また、満州ではオイルシェールや大豆など軽油の代用燃料使用が想定されていたこともあり、燃料事情が悪い当時としては調達・補給の上で非常に有利であった。
さらに空冷方式の採用については、想定戦場である満州において「水冷する方式は冷却水の補充や凍結による故障の心配があるので、空冷式を採用することができれば理想的である」 とみなされ、また、冷却よりもエンジン起動時の保温のほうがむしろ課題であったという経緯があった。しかし空冷ディーゼル方式でガソリンエンジンと同等の出力を得るには大型化せざるを得ず、車体全体に対する機関部の占有率がその分大きくなる欠点もあった。
車体前方右寄りに砲塔が設置され、主砲として九七式五糎七戦車砲（口径57mm）を、機関銃は九七式車載重機関銃（口径7.7mm）を砲塔後部と車体前方に搭載した。本車の出現当時の外国製戦車（初期のIII号戦車やBT-5など）と比較して装甲厚や主砲口径などは同程度であるが、もともと対戦車戦闘能力を主眼にした設計ではなく、その想定した敵は37mm級の対戦車砲や歩兵砲、機関銃を装備した歩兵および陣地であり、その後の重装甲・重武装化した新型戦車には対応することが難しかった。主砲である九七式五糎七戦車砲は、八九式中戦車の九〇式五糎七戦車砲の改良型で、同砲と弾薬筒は共通である。戦訓により不備とされた面の多くが改良されたが、榴弾威力および装甲貫通力の面で威力向上は考慮されなかった。通常交戦距離で九四式三十七粍砲による九四式徹甲弾の射撃に耐えられることを基準とした装甲（最大25mm）は計画策定時には十分とみなされたものであった が、支那事変における中国国民党軍が装備したPaK 35/36やソ連軍の19-K 45mm対戦車砲には貫通されている。鹵獲砲を用いた射撃試験では、前者は車体側面下部(25mm厚)に対して命中角90度・射距離300m、後者は砲塔(25mm厚)に対して命中角80度・射距離1,500mの条件で貫徹し得ることが確認された。この結果は開発中だった一式中戦車以降の戦車に反映されたが、本車に関しては装甲の増厚、変更などの改善はほとんど行われず、現地部隊などで少数が改造されるに留まった（現存車両の項目を参照）。

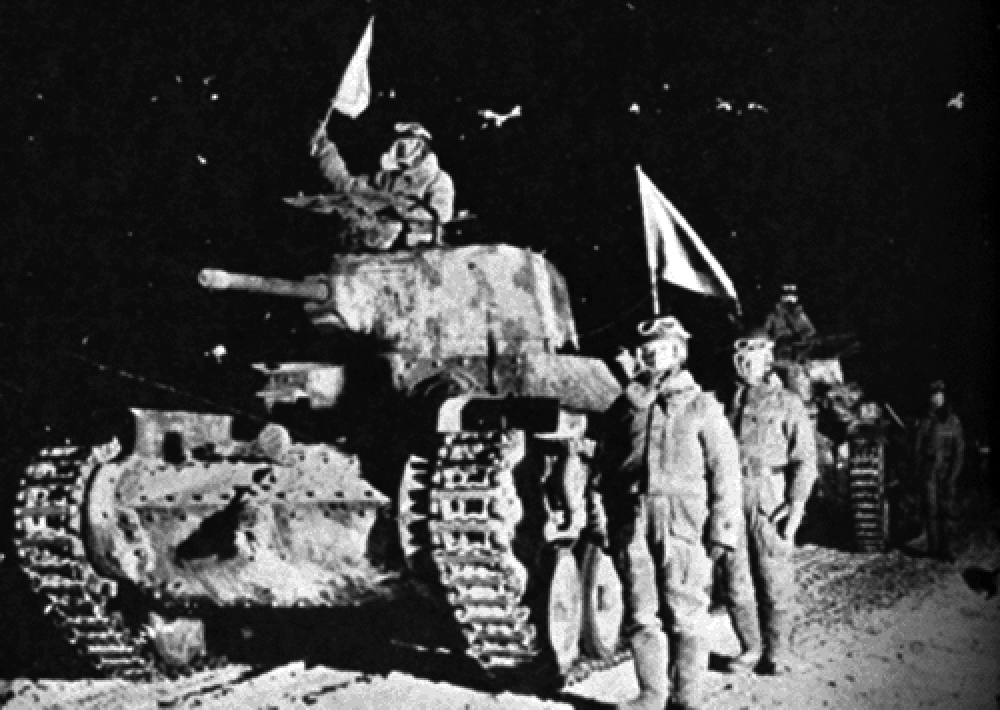
1944年12月、大陸打通作戦（一号作戦）における戦車第3師団隷下部隊の新砲塔チハ

しかし、日中戦争における中国国民党軍やゲリラが使用する対戦車砲や戦車、野砲や山砲など強力な対戦車兵器の保有数は部隊規模に比較して少なく、また戦意も低かった。これらの敵に対して本車など日本軍の戦車・装甲車は有効な兵器であった。
また、太平洋戦争緒戦の各南方作戦では、マレー作戦を筆頭に自動車化歩兵・砲兵・工兵・航空部隊との協同戦である電撃戦が行われ、連合国軍が強力な装甲戦闘車両を多く保有していなかったこともあり活躍している。ただし、本車は歩兵直協が本来の目的であるため対戦車戦での不利は否めず、ビルマ攻略戦における局地戦で対峙したM3軽戦車との戦車戦では苦戦を強いられた（戦争初期におけるM3軽戦車との交戦の項目を参照）。
（九七式中戦車をはじめとする日本陸軍の兵器のほとんどは、対ソ連を念頭に整備されてきたが、南方の気候や風土を想定しておらず、太平洋戦争の直前になっても熱帯の気候や湿気、島嶼戦に対応できるかどうか設計を見直されないまま戦争に突入した。）
本車を含む戦車の対戦車能力不足については陸軍も認識しており、本車の次に計画されたチホ車からは口径を47mmに減じる代わりに初速を増大した試製四十七粍戦車砲(後の一式四十七粍戦車砲)を搭載していた。チホ車はまたもや二種類の試作車を比較検討するなど開発が遅延し開発が中止されたが、1940年9月、本車にチホ車の試作砲塔ごと試製四十七粍戦車砲を換装した車両が試験されている。その後改修砲塔の試作・試験が繰り返された結果、「九七式中戦車改」「新砲塔チハ」が開発された。この新砲塔チハは太平洋戦争開戦までに十分な数が揃わず戦力化できなかったが、M3軽戦車の出現に対応すべく1942年（昭和17年）4月、フィリピン攻略戦における追撃戦に実戦投入された。戦車第7連隊に編入された同車を装備する臨時中隊（松岡隊）が投入された（戦争初期におけるM3軽戦車との交戦の項目を参照）。以降、九七式五糎七戦車砲搭載型と並行する形で一式四十七粍戦車砲搭載型の量産が進められ、攻撃力ではM3軽戦車には優越するようになったものの、戦争中盤からアメリカ軍は75mm砲を装備したM4中戦車を投入したため、その後の対戦車戦では苦戦を強いられた。
歩兵戦車としては、登場時は列強の戦車と比べても標準的な性能であったが、後継車両の開発が遅延を重ねたため、旧式化した後も本車を使い続けざるを得なくなり、また前提としていなかった対戦車戦にも用いられたことで苦戦を強いられた戦車である。本車の場合のみならず、アメリカ・イギリスと比較して資源が不足し技術力に劣り、自動車産業の発展に出遅れていた当時の日本では、自動車生産力の弱点が後の兵器開発に深く影響を及ぼすことになった。

## 名称
「チハ」とは「3番目（イ、ロ、ハ）に開発された中戦車（チ）」であることを表すコードネーム（計画名称・秘匿名称）である。このカタカナ2文字の命名法は本車の開発時から適用されたものであり、八九式中戦車にもさかのぼって命名されている（甲型「チイ」、乙型「チロ」）。そのため「チハ車（ちはしゃ）」とも表記・呼称された。
また、日本陸軍の軍隊符号で中戦車は「MTK」（軽戦車「LTK」、重戦車「STK」等）であるため、陸軍内部における文書等一次資料においては「97MTK」や「97式MTK」といった表記も使用されている。
47mm砲搭載型の名称は定かではない。主な呼称としては、終戦後の連合軍への兵器引き渡し時に便宜上付けられた「新砲塔」・「新砲塔チハ」や、配備部隊で機甲兵によって呼称されていた「チハ車改」「九七改」「四十七粍（よんじゅうななみり）」といったものがある。軍内部の一次資料では「97MTK(47)」・「97MTK/47」などと表記されることもあった。

## 新砲塔

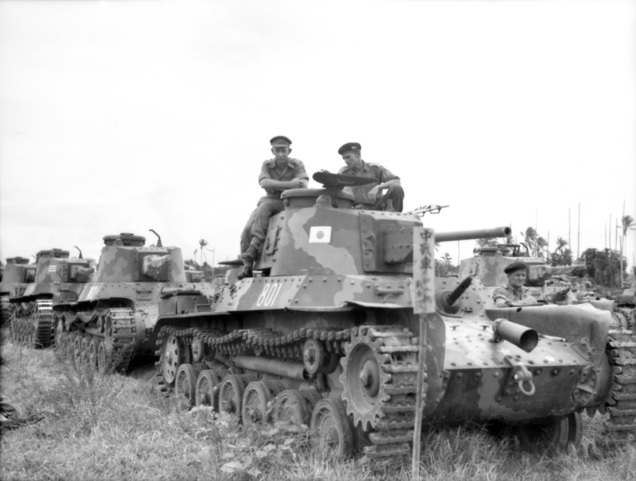
終戦後、ニューブリテン島でオーストラリア軍に接収された多数の新砲塔チハ

対戦車戦闘力を上げるため、貫徹力が不十分だった九七式五糎七戦車砲を、貫徹力を重視した一式四十七粍戦車砲を搭載した新式砲塔に換装した改良型。この改良により重量は14.3ｔから約500㎏増加し、14.8ｔとなった。(全備重量は15.8ｔ、内砲塔重量は950㎏、後坐抗力は2500㎏程度である)。なお、当初の計画では、新戦車砲の一式四十七粍戦車砲は、あくまでも後継の新型戦車のために開発されたもので、九七式中戦車の武装を強化するための物ではなかった。
便宜上、本稿では47mm砲搭載型を「新砲塔チハ」と表記する。
従来の日本軍戦車は、歩兵支援重視の考え方から榴弾威力が高くかつ軽量な短砲身の戦車砲を装備していた。戦車の目的は陣地突破、火点制圧、追撃といった歩兵支援であり、対戦車戦闘は歩兵連隊や独立速射砲大隊・中隊などに配備されている連隊砲・速射砲が行うものとされていたためである。しかし、1939年(昭和14年)3月に発足した戦車開発委員会は「（将来の）戦車の搭載砲は当面は短砲身57㎜砲とするも戦車同士の戦闘の増加を考慮して高初速47㎜砲または機関砲を搭載することを考慮する」という認識を出していた。その後勃発した、数次にわたる日ソ国境紛争（ノモンハン事件等）の際、長砲身45mm砲を装備したソ連軍戦車・装甲車との戦闘を経験したことで、戦車開発委員会の認識・方針が正しかったことが証明されることとなり、新戦車砲開発がより促進されることとなる。
戦車砲は1941年9月に仮制式を経て、1942年4月に一式四十七粍戦車砲として制式化された。なお、57mm長加農の採用も検討されていたが、一式機動四十七粍砲との弾薬筒共通の便宜のため断念している。九七式中戦車の車体には設計余裕があり、旧砲塔より大型化した新砲塔も無理なく採用できた。

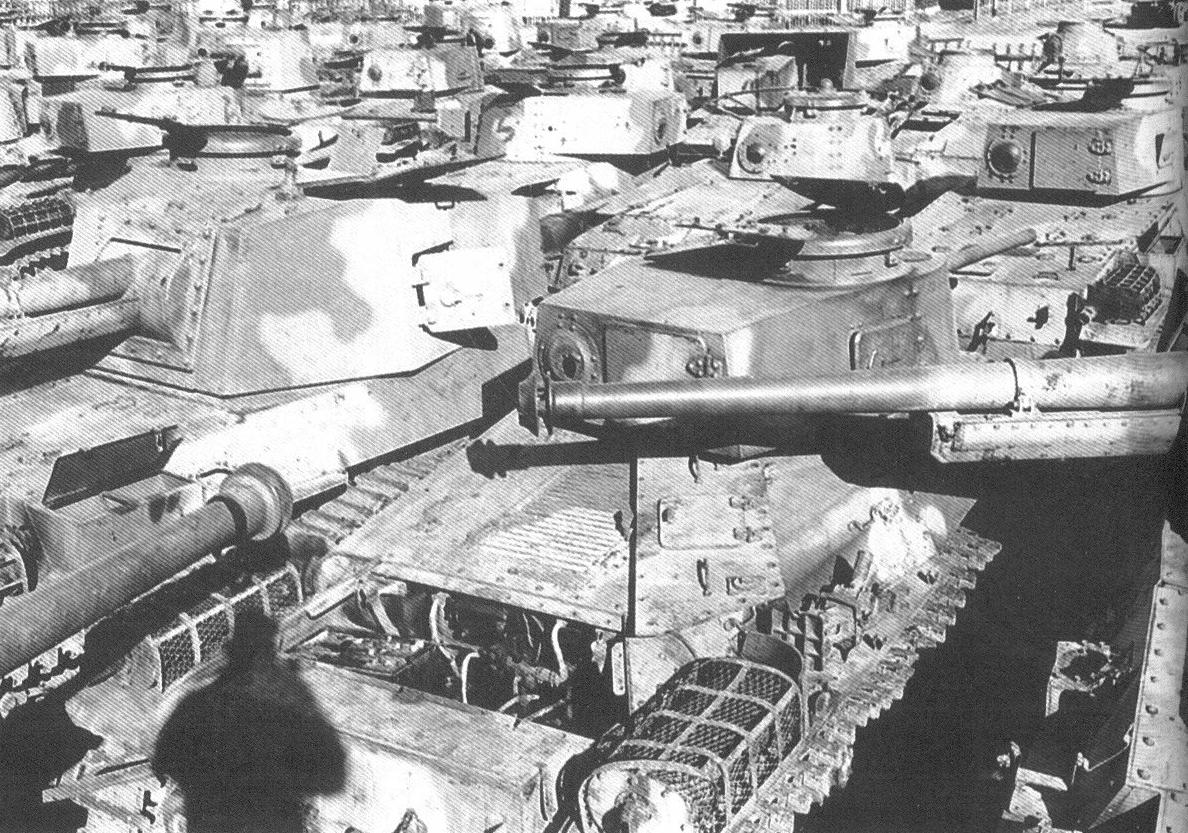
終戦後、連合軍に引き渡すため集積された日本陸軍の各機甲兵器。新砲塔チハ（手前真中等）と三式中戦車 チヌ（手前左右等）を中心に、大量の車両（極少数の旧砲塔車や自走砲など）が見受けられる

また1941年（昭和16年）春には四一式山砲を元に開発された九九式七糎半戦車砲搭載の大型砲塔を九七式中戦車へと換装した試作車である試製一式砲戦車（試製二式砲戦車とも呼称される）が作られ、同年より試験が行われていた。この試作車は後の二式砲戦車 ホイの前身となる。
新砲塔チハで換装されたのは砲塔および主砲だけであり、車体（装甲厚・機関出力等）はそのままであった（戦車第2師団に配備された一部の車両など、現地改造の追加装甲として要部を50mmに強化したものは存在した）。なお、前面装甲厚50mmの一式中戦車の砲塔に酷似した改造砲塔を九七式中戦車の車体に搭載した車両も、数は不明であるが製作された模様である（後述）。
新砲塔チハが開発されたきっかけは、1940年9月、試製四十七粍戦車砲を搭載したチホ車の砲塔を本車に搭載して射撃試験を行ったことに端を発する。その後チホ車開発は中止されたが試製四十七粍戦車砲を搭載した試作砲塔の開発および試験は本車の車台を用いて継続的に行われていたとされる(この試作砲塔は、本車やチホ車の後継であるチヘ車に搭載する予定だったという説がある)。
新砲塔チハの登場時期については、1941年7月に陸軍技術本部が調整した「試作兵器発注現況調書」によれば、試作兵器として、九七式中戦車の砲塔改修および47mm砲を搭載する改修を行う記述がある。この改修車両の希望完成年月は1941年8月となっている。そして1941年8月29日の兵秘六一七通牒の改修指示に基づき、同年10月より既存の68輌に対して新砲塔チハへの改修が開始されている。1942年3月には十数輌の新砲塔チハが完成により臨時中隊（松岡隊）が編成され、ただちにフィリピンに送られているが、これはM3軽戦車に対抗するための応急処置であった。
新砲塔チハの初陣は太平洋戦争緒戦の1942年4月7日、フィリピン攻略戦であった。友軍爆撃機と共同の下、M3軽戦車3両を撃破した。以降、新砲塔チハは旧砲塔車から改編ないし協同運用されることになり、おおむね1943年（昭和18年）以降の日本陸軍の主力戦車となった。
戦後にアメリカ軍が撮影した写真 には、集積された戦車の中に、一式中戦車 チヘの砲塔に酷似した増加装甲を施した新砲塔チハ(車体はチハ前期型)が、斜め後方からの撮影のため不鮮明ながらも確認できる。これらの車両については、日米の新資料が出ないかぎり正体は断定できないものの、陸軍省 「昭和20年度 軍需品整備状況調査表」によれば、1945年4月 ~ 6月の間に相模陸軍造兵廠において32輌のチハ車に対して砲塔改修が行われている（ただし砲塔改修の内容については詳細は記述されておらず、増加装甲を施す改修であったのかは不明である）との既述があることから、戦争末期に相模陸軍造兵廠などにおいて、既存の新砲塔チハ砲塔に増加装甲を施し、一式中戦車の砲塔の外観を模した砲塔改修を行った車両である可能性がある。
また、アメリカ、インディアナ州クロウフォーズビルのロプキー装甲博物館には、一式中戦車の砲塔に酷似した増加装甲付きの改造砲塔（一式中戦車の砲塔そのものではない）の新砲塔チハが展示されている
。この改造砲塔車は、以前はワシントン海軍工廠に展示されていた車両で、砲塔外観は一式中戦車チヘ砲塔に酷似しているものの、チヘ砲塔とは細部が異なり、砲基部の周辺形状や防盾が左右に可動することなどから搭載戦車砲は新砲塔チハのものと同一である。

## 攻撃力

### 57mm砲搭載型

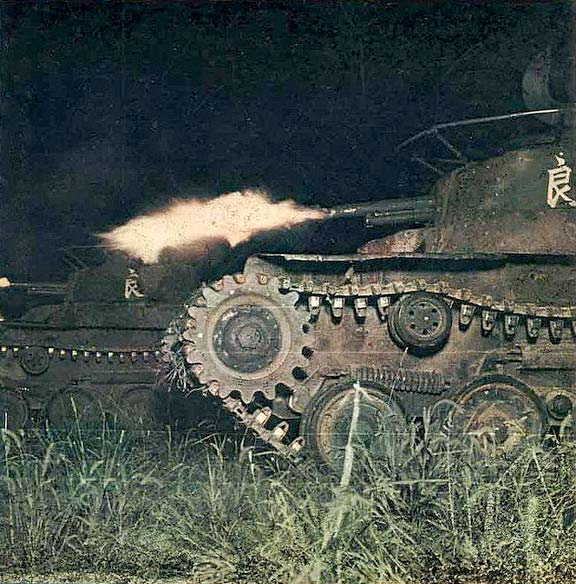
夜間射撃中の戦車第1師団隷下部隊のチハ（57mm砲搭載型）

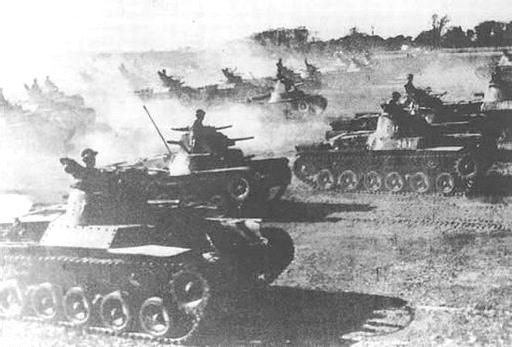
チハ（57mm砲搭載型）を主力とした機甲部隊（九五式軽戦車と混成）

本車には主砲として九七式五糎七戦車砲が搭載された。この砲は八九式中戦車に搭載された九〇式五糎七戦車砲の改良型で、砲そのものの性能は同等であるが機能および抗堪性を向上させている。本砲が主砲として選定されたのは、試作競争の関係にあった試製中戦車 チニの影響が強かったためともされる。
なお、「発射装薬の改善と砲尾部の改修により初速が350m/sから420m/sとなった」という記述が散見されるが、仮制式制定段階での砲としての性能は九〇式五糎七戦車砲と同一である。発射速度は標準10発毎分であるが熟練した戦車兵は15発を発砲した。
砲塔内は2名で、砲塔左側に砲手兼装填手が、砲塔右側に車長が位置した。キューポラ（車長展望塔）の上面中央には、装甲蓋付きの旋回式（俯仰機能は無かった）ペリスコープである「パノラマ眼鏡」を装備していた。これは潜望鏡のように覗き込むのでなく、画像をキューポラ内に投射する仕掛けであった。しかし、性能が悪く邪魔なので、取り外されている場合もあった。
本砲の砲本体重量は107kg、砲架は47kgである。九〇式榴弾の弾薬筒重量は2.91 kg、九二式徹甲弾で3.13 kg、1942年中頃以降に登場した新型の一式徹甲弾で3.25kgであった。また本砲用のタ弾として、戦争後半に生産された三式穿甲榴弾（弾頭重量1.8 kg、装甲貫徹長55mm）があった。砲架に付属されている肩付け用の器具で砲手に担がれる形で指向照準され、俯角・仰角操作、防盾旋回範囲での左右への指向は人力による。砲塔はハンドル操作のギアによって旋回する。この方式は日本では九〇式五糎七戦車砲から採用され、以後各種戦車砲に採用された。
肩付け式の砲の長所は目標への追従性が高く、行進射（動きながらの射撃）が可能な点であった。日本陸軍の戦車兵（機甲兵）は低速の行進射と機動・停止・機動の合間に行う躍進射を徹底して訓練し、動目標に対しても非常に高い命中率を発揮した。熟練度の一例を挙げるならば、八九式中戦車の搭載した九〇式五十七粍戦車砲の半数必中界は、距離500m、行進射、中程度の技量という条件下で、上下155cm、左右83cmであった。日本軍戦車隊が交戦距離と設定していたのは500m程度の近距離であるにせよ、スタビライザーと火器管制のない戦車で行進射を行い得たのは戦車兵の熟練度を示すものである。
砲本体、弾薬などを一人で操作できうる程度の軽量の兵装にすることで、砲手が照準操作しつつ片手で砲弾を装填することが可能となり、砲手一人でも速射が可能な点も肩付け式の利点である。なお、M3軽戦車の戦車砲も肩付け式の砲であった。
本砲の榴弾威力は、九〇式榴弾の場合で弾頭炸薬量250g、九二式徹甲弾でも弾頭炸薬量103gと多く、徹甲弾（名称は徹甲弾だが、実際は徹甲榴弾）であっても榴弾威力を重視した設計となっていた。これらは同時期採用された九一式手榴弾（炸薬量65g）の2倍弱 - 4倍弱程度の炸薬量であった。
装甲貫徹能力は九〇式五糎七戦車砲と同程度であり、射距離300mで26mm、500mで23mm、1,000mで20mm程度である。対戦車戦闘は前提としていない砲であり、あくまでも軟目標やトーチカ銃座破壊のための砲であった。1942年4月、ビルマのラングーンにて戦車第一連隊が鹵獲したM3軽戦車に対する射撃試験を実施したところ、側面でさえ射距離200mはおろか射距離100mでも貫通はできず、3輌から5輌が集中射撃を加えたところようやく装甲板が裂けた、という程度の威力しかもっていなかった。そのため戦車第一連隊ではM3軽戦車と交戦する際には榴弾による射撃に切り替えられた。M3軽戦車はリベットやボルト止め接合による装甲であったので榴弾射撃は効力があり後の交戦でM3軽戦車の擱座・撃破にも成功している。
なお本車の九七式五糎七戦車砲、および八九式中戦車の九〇式五糎七戦車砲の砲身を互換性のある長砲身37mm戦車砲（一式三十七粍戦車砲を基に開発）へと換装することが検討されており、1942年2月、この試製三十七粍戦車砲を本車に搭載して射撃試験が行われている。これは本車や八九式中戦車の旧式化した短砲身57mm戦車砲を、砲身のみ換装することにより一式三十七粍戦車砲と同等威力の戦車砲へと改修することを企図したものであった。この試製三十七粍戦車砲（初速約804m/s）は、一式三十七粍砲や一式三十七粍戦車砲と弾薬（弾薬筒）は共通であり互換性があった。

### 47mm砲搭載型

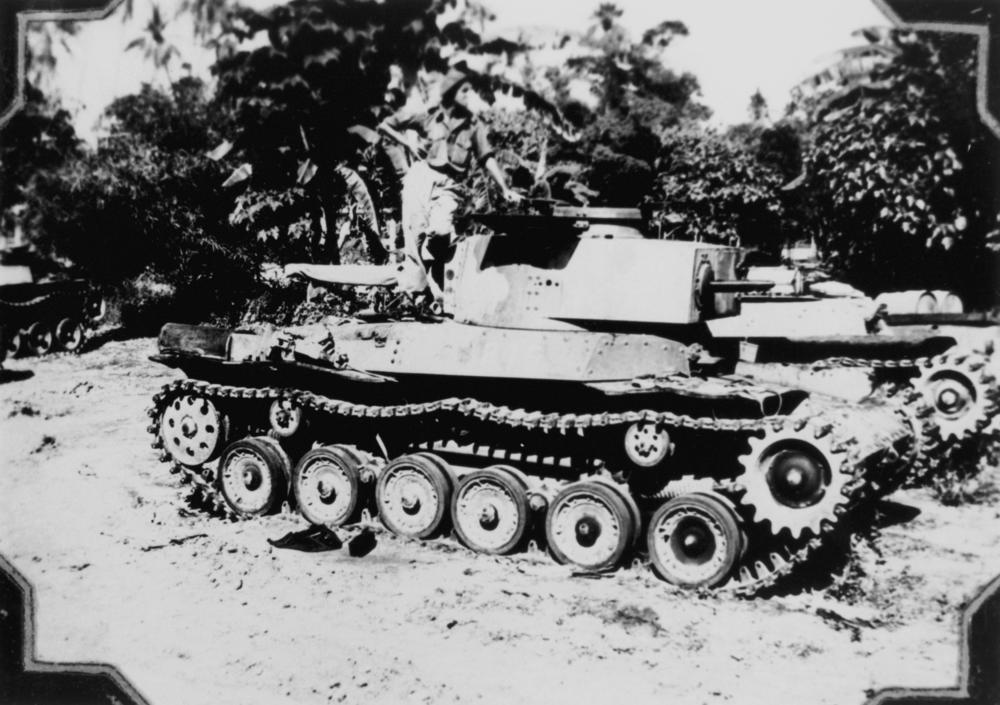
終戦時、ラバウルにてオーストラリア軍に接収された新砲塔チハ（47mm砲搭載型）

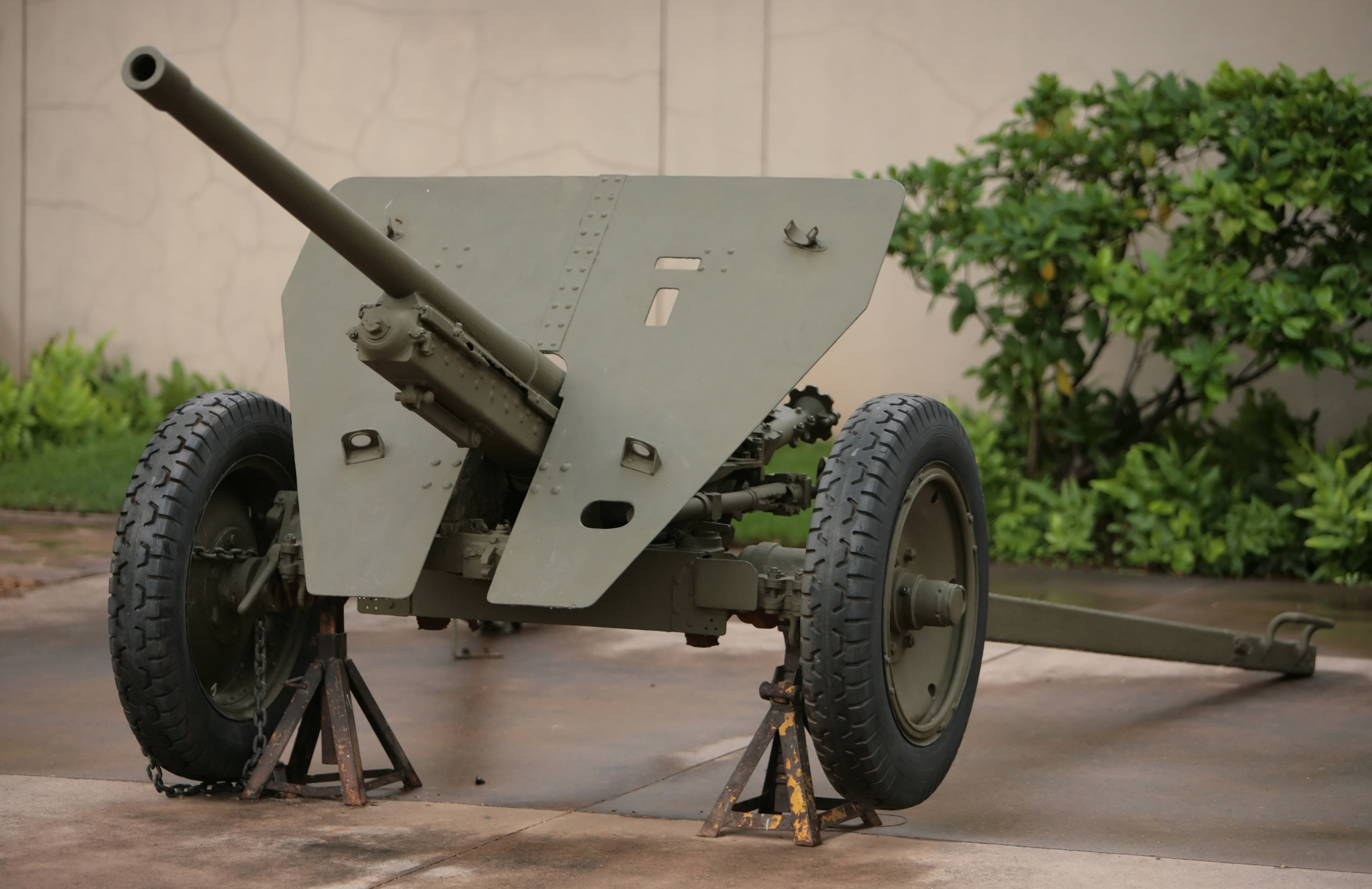
一式機動四十七粍砲

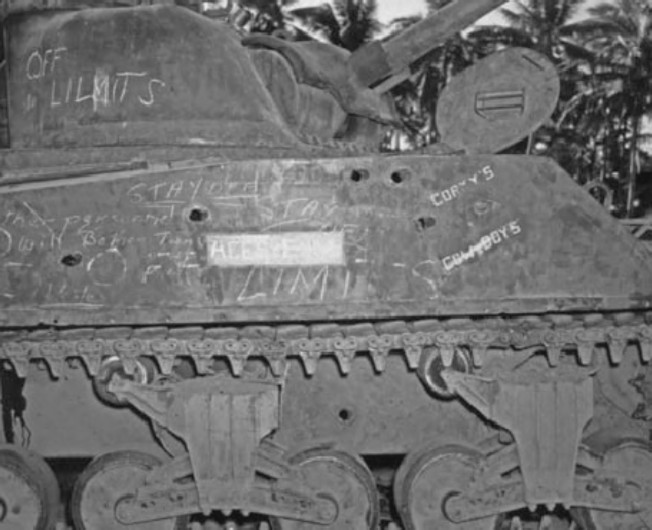
一式47mm砲 によるM4A3中戦車の車体側面の貫通孔

新砲塔チハには一式四十七粍戦車砲が搭載された。防楯は上下左右に稼動し、高低射界（仰俯角）+20 ~ -15度、方向射界（左右角）各10度である。この砲も方向射界の操作は人力による肩付け式（肩当照準）を踏襲している。高低射界の操作は螺旋機構（ウォームギヤ）によるハンドル式（転把照準）となっている。方向射界を10度より大きく取りたい場合は旋回ハンドル（旋回転把）で砲塔を旋回させた（後に一式中戦車に改良型として搭載された一式四十七粍戦車砲II型は、防楯が上下のみ稼動する構造となったため完全な転把照準方式となり、高低射界・方向射界はハンドルを用いて照準操作した）。
砲塔内は2名で、砲塔左側に砲手が、砲塔右側に車長兼装填手が位置した。小隊長を部隊指揮に専念させるために、一式中戦車と同様の専属の装填手が、小隊長車のみ搭乗していたとする説もあり、その場合の砲塔内は3名（乗員5名）となる。装甲蓋付きの旋回式ペリスコープである「パノラマ眼鏡」は、キューポラ（車長展望塔）の傍の前方右寄りに装備していたが、装備していない場合もあった。
装甲貫徹能力の数値は射撃対象の装甲板や実施した年代など試験条件により異なるが、1942年5月の資料によれば、一式四十七粍戦車砲とほぼ同威力の一式機動四十七粍砲では、一式徹甲弾（徹甲榴弾に相当）を使用した場合は、弾着角90度で以下の装甲板を貫徹できた。
- 1,500mで45mm（第一種防弾鋼板）/20mm（第二種防弾鋼板）
- 1,000mで50mm（第一種防弾鋼板）/30mm（第二種防弾鋼板）
- 500mで65mm（第一種防弾鋼板）/40mm（第二種防弾鋼板）
- 200mで65mm[35]（第一種防弾鋼板）/50mm（第二種防弾鋼板）

試製徹甲弾であるタングステン鋼蚤形弾（後に少数生産された「特甲」弾の基になったと思われる試製徹甲弾）を使用した場合、弾着角90度で以下の装甲板を貫徹できた。
- 1,500mで45mm（第一種防弾鋼板）/25mm（第二種防弾鋼板）
- 1,000mで55mm（第一種防弾鋼板）/30mm（第二種防弾鋼板）
- 500mで70mm（第一種防弾鋼板）/45mm（第二種防弾鋼板）
- 200mで80mm（第一種防弾鋼板）/55mm（第二種防弾鋼板）

別の1942年5月の資料によれば、試製四十七粍砲の鋼板貫通厚について以下のようになっている。
試製徹甲弾であるタングステン鋼蚤形弾を使用した場合、以下の装甲板を貫通するとしている。
- 1,500mで45mm（第一種防弾鋼板）/23mm（第二種防弾鋼板）
- 1,000mで56mm（第一種防弾鋼板）/31mm（第二種防弾鋼板）
- 500mで70mm（第一種防弾鋼板）/45mm（第二種防弾鋼板）
- 200mで79mm（第一種防弾鋼板）/55mm（第二種防弾鋼板）
- 0mで約85mm（第一種防弾鋼板）/約65mm（第二種防弾鋼板） となっている[38]。

試製徹甲弾である弾丸鋼第一種丙製蚤形徹甲弾（一式徹甲弾に相当）を使用した場合、以下の装甲板を貫通するとしている。
- 1,500mで43mm（第一種防弾鋼板）/20mm（第二種防弾鋼板）
- 1,000mで52mm（第一種防弾鋼板）/28mm（第二種防弾鋼板）
- 500mで65mm（第一種防弾鋼板）/39mm（第二種防弾鋼板）
- 200mで72mm（第一種防弾鋼板）/48mm（第二種防弾鋼板）

弾丸鋼第一種丙製蚤形徹甲弾の不貫鋼板厚は以下のようになっている。
- 1,000mで62mm（第一種防弾鋼板）/37mm（第二種防弾鋼板）
- 500mで76mm（第一種防弾鋼板）/52mm（第二種防弾鋼板）
- 200mで85mm（第一種防弾鋼板）/62mm（第二種防弾鋼板）

したがってM4中戦車の車体側面・後面（装甲厚約38mm）やM3軽戦車の正面装甲に正撃に近い形で当たれば射距離1,000m以内ならば貫通できた。1942年4月3日に行われた鹵獲したM3軽戦車に対する射撃試験では、射距離800mにおいて正面装甲を9発中6発貫通、同1,000mにおいて6発中3発貫通している。
1945年7月のアメリカ軍の情報報告書においては、一式四十七粍戦車砲によりM4A3の装甲を射距離500yd（約457.2m）以上から貫通することが可能（貫通可能な装甲箇所は記述されておらず不明）と記述され、実戦では一式四十七粍戦車砲による約30度の角度からの射撃（射距離150 - 200yd:約137.1 - 182.8m）によりM4中戦車の装甲は6発中5発が貫通（命中箇所不明）したとの報告の記述がある。また同報告書には、最近の戦闘報告から47mm砲弾の品質が以前より改善されたことを示している、との記述がある。
1945年8月のアメリカ旧陸軍省の情報資料によれば鹵獲された一式四十七粍戦車砲の射撃試験において
射距離500yd（約457.2m）において3.25in（約82mm）の垂直装甲を貫通した事例が記載されている。
貫通威力が近似すると思われる（弾薬筒が共用であり初速の差が約20m/s程度）一式機動四十七粍砲の装甲貫通値については以下のように記載されている。
| 射距離               | 垂直した装甲板に対する貫通値 | 垂直から30度傾斜した装甲板に対する貫通値 |
| -------------------- | ---------------------------- | ---------------------------------------- |
| 250yd（約228.6m）    | 3.0in（約76mm）              | 2.25in（約57mm）                         |
| 500yd（約457.2m）    | 2.75in （約70mm）            | 2.0in（約51mm）                          |
| 1,000yd（約914.4m）  | 2.0in（約51mm）              | 1.4in（約36mm）                          |
| 1,500yd（約1371.6m） | 1.6in（約41mm）              | 1.2in（約30mm）                          |

また、1945年3月のアメリカ陸軍武器科の情報資料によれば一式四十七粍戦車砲は射距離500ヤード（約457.2m）において、垂直した圧延装甲2.7インチ（約69mm）貫通、垂直から30度傾斜した圧延装甲2.2インチ（約56mm）貫通と記載されており、（貫通威力が近似すると思われる）一式機動四十七粍砲は、射距離1050ヤード（約960.1m）において、垂直した圧延装甲2.5インチ（約63.5mm）を貫通すると記載されている。
1945年12月のアメリカ陸軍第6軍の情報資料によれば、一式機動四十七粍砲は至近距離の射撃試験において、装甲に対して垂直に命中した場合、4.5インチ(約114.3mm)貫通した事例があったとしている（射撃対象の装甲板の種類や徹甲弾の弾種は記載されず不明）。
陸上自衛隊幹部学校戦史教官室の所蔵資料である、近衛第3師団の調整資料「現有対戦車兵器資材効力概見表」によると四七TA（「TA」は47mm速射砲・対戦車砲の軍隊符号）の徹甲弾は、射距離500m/貫通鋼板厚75mmとなっており（射撃対象の防弾鋼板の種類や徹甲弾の弾種は記載されず不明）、M4中戦車の車体側面：射距離1500m、砲塔側面：射距離800m、車体前面：射距離400mで貫通、となっている。
また、1944 ~ 1945年調製と思われる陸軍大学校研究部の資料によると、「1式47粍速射砲（原文そのまま）」は、1種：射距離300m/貫通威力84mm、1種：射距離400m/貫通威力81mm、1種：射距離500m/貫通威力78mm。2種：射距離300m/貫通威力57mm、2種：射距離400m/貫通威力54mm、2種：射距離500m/貫通威力51mm、となっている。
一式機動四十七粍砲用のW-Cr鋼（タングステンクローム鋼）製の徹甲弾は「特甲」と呼称され、大戦後半に少数製造された。なお、ニッケルクローム鋼製の弾丸を「特乙」と呼んだが、こちらは実際に製造されたかどうか不明である。なお一式徹甲弾より新型である四式徹甲弾は、終戦時に完成品が約5,000発、半途品が約30,000発存在していた。
本砲の射撃速度は毎分10発を射撃可能で、行進射の半数必中界は射程500mで上下92cm、左右75cmであった。

## 防御力

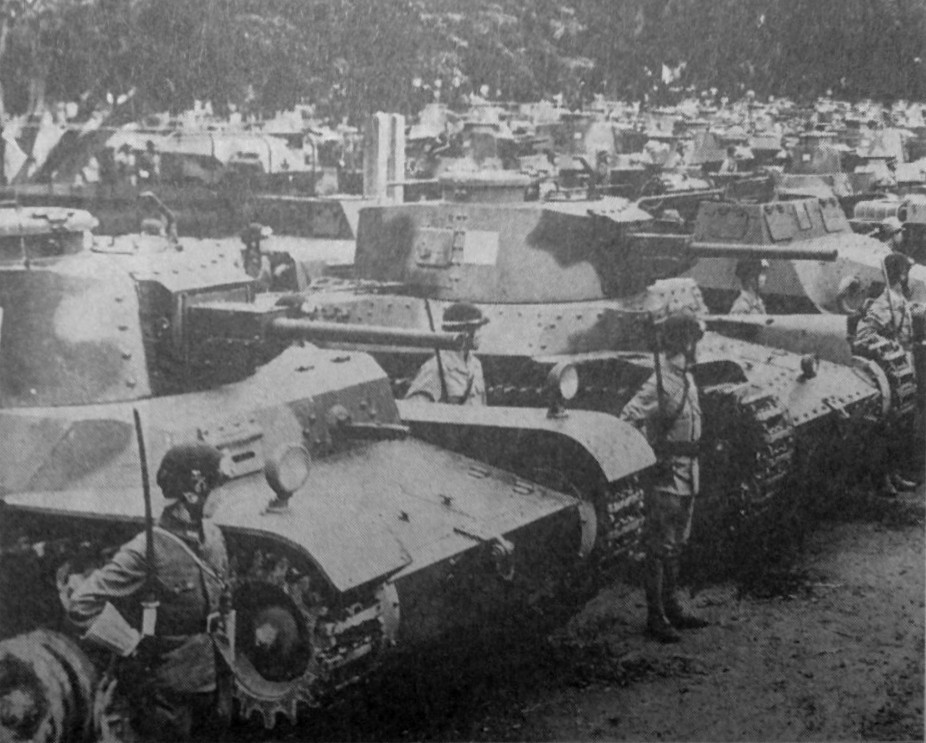
1945年、終戦時における戦車第5連隊の解散式。最前列の内、左手前が一式中戦車 チヘ、中央が九七式中戦車（新砲塔チハ）、右奥が一式半装軌装甲兵車 ホハ

本車は主要部に浸炭処理された表面硬化鋼（第二種防弾鋼板）を使用し、前面装甲の厚さは25mm、防盾50mmである。側面は25mmから20mm、後面20mm、上面10mm、底面8mm。25mmという厚みは、口径37mm程度の軽便な火砲の近距離からの射撃に耐えるものとするため、九四式三十七粍砲を使用した試験を経て決定されたものであり、この際には150mの距離からの射撃にも耐えて合格とされた。しかし本車の採用後、中国軍から鹵獲した九四式三十七粍砲よりも貫通威力の高い37mm対戦車砲を使用した射撃試験の際には、車体側面下部(25mm厚)に対して命中角90度・射距離300mの条件では貫通されている。
（野砲や榴弾砲などの榴弾による戦車への効果を検証するため、その一環として九七式中戦車に対し四一式山砲で榴弾による射撃実験を行った。実験の結果、至近弾では戦車に効果がなく、命中した場合でも、強度の低い部分に若干の効果が認められたものの、強度のある部位には効果を確認できないことが分かった。）
本車の組み立ては、主に砲塔と車体がリベット留めとなっているが、砲塔上面・車体上面の一部や車体底板と側板の接合には溶接が用いられた。車体形状を構築するフレームにリベットで装甲を接合した車体は被弾時に鋲がちぎれて飛び、乗員を殺傷することが問題視されていた。そのため、九七式の後継である一式中戦車 チヘでは溶接構造に変更している。
・・・と、誤解されてきたが、実は、九二式重装甲車以降の日本戦車（特にここでは、鋲接構造であると誤解されてきた九五式軽戦車と九七式中戦車のこと）は、車体も砲塔も、基本構造は、一部部品を除き、ほぼ溶接構造であった。リベット・ボルト類は、（例えばブラケット（補強材）や砲弾ラックなどの）車内部品を、装甲を貫通して外部から取り付けるための物であった（溶接と鋲接の併用）。一式中戦車では、洗練されて、そのリベット・ボルト類が減ったわけである。
本車の燃料タンク(燃料槽)は機関室下部に配置された。被弾時の火災による損害を最小限にする設計上の配慮と考えられる。この設計は一式中戦車など後に開発された戦車にも受け継がれている。燃料タンクの搭載容積は246Lであった。
1945年（昭和20年）7月に発行されたアメリカ軍の情報報告書には、鹵獲・調査された新砲塔チハに対する保有各種火器による射撃試験結果が掲載されている。
それによると、37mm対戦車砲(M3 37mm砲と思われる)ではAP弾を使用した場合、射距離100yd（約91.4m）において通常角度(戦車正面の正対角度と思われる)から45度まで、いずれの角度から射撃した場合においても、あらゆる装甲箇所を貫通させることが可能であるが、射距離350yd（約320m）では通常角度からの射撃の場合のみ貫通することが可能であるとしている。
また口径12.7mmのM2 重機関銃では近距離である射距離100yd（約91.4m）において、あらゆる装甲箇所を貫通させることはできず、射距離50yd（約45.7m）においては、一番装甲の薄い箇所である車体側面下部の懸架装置周辺、砲塔後部機関銃ボールマウント部分、および車体後面下部で35%が貫通したとしている。また新砲塔チハ正面部分の装甲は、射距離35yd（約32m）からでは車体機関銃ボールマウント部分以外は貫通しなかったとしている。この報告書では結論として、新砲塔チハに対しては37mm対戦車砲では射距離350yd（約320m）以内、M2重機関銃では射距離50yd（約45.7m）以内での射撃が有効であるとしている。
よって、九七式中戦車（57mm砲搭載型も新砲塔チハと砲塔以外の装甲厚は変わらない）に対しては、当時の日本軍の交戦国が使用していた軍用小銃弾 の威力では、最も薄い装甲箇所であっても貫通する可能性は極めて低い。

## 機動力

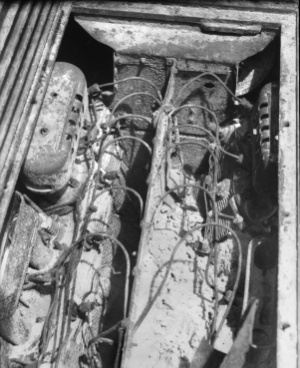
機関室（1945年撮影）

エンジンは社内記号「三菱SA一二二〇〇VD」（チハ機とも呼ばれる）が採用された。「S」は「ザウラー式」、「A」は「空冷 Air-Cooled」、「一二二〇〇」は「12気筒200馬力」、「V」は「V型」、「D」は「ディーゼル Diesel」を意味する。繋げると「三菱ザウラー式空冷12気筒200馬力V型ディーゼル」という意味になる。これは、三菱重工業が1937年（昭和12年）に提携したスイスのザウラー（Saurer）社 の技術を導入したもので、複渦流式DI（直接噴射式）、ボア X ストローク=120mm X 160mm、4ストローク、最大出力は予定では200馬力を発揮できるはずが、実際には170馬力/2,000回転（定格150馬力）程度しか発揮できなかった上、耐久性を考慮した場合の出力は、140馬力に制限された。
重量は1.2t、さらに変速機と操行装置の重量を加えると全部で2.5tにもなった。V型エンジンにしたことで高さは抑えられたが、大重量大容積の割に出力が低いエンジンであった。
当時の直接噴射式は圧力が高く、それに起因したトラブルが燃料噴射装置(燃料噴射ポンプ)などに多発した。また騒音や排煙もひどく、排煙に関してはエンジンの「油上がり（オイル上がり）」が原因とされたため原乙未生などにより整備方法の改善等の対策が行われている。潤滑方式はドライサンプで、車体中央部にオイルクーラーが設けられた。エンジンの左右シリンダー列の外側に各2個ずつ取り付けられたファンによって機関室上面の吸気窓から吸入された冷却用空気は、前期型車体では車体後部左右側面の遮風板付き排気窓から車外に排出される構造になっていたが、後期型車体では車体後部左右側面の排気窓は廃され、車体後部左右袖部裏側に移設された排気窓から排出される構造に改められ、防御力と冷却効率の向上が図られた。消音器（マフラー）は機関室の両側面後方のフェンダー上に1つずつの計2つ配置されていた。
量産体制も整っていたとはいえず、三菱の他に日立製作所など複数メーカーに製造が分担された結果、制作されたエンジンは細部の仕様・部品が異なるという事態が生じた。また異なる燃料噴射装置（三菱製エンジンは三菱製かボッシュ製、日立製エンジンは日立製の燃料噴射装置を使用)が取り付けられていると互換性は無く、損傷戦車の使えるパーツをつなぎ合わせての再生が望めない。これらは補給、補充が不足がちな日本軍にとって大きな問題になった。また戦況により十分な試験研究がなされないまま制式化され、信頼性を十分に持たせることができなかった。これらの問題は、日本が戦車のディーゼルエンジン化を推進し始めてわずか数年程度と間もない頃であり、1937年時点では開発経験が少なかったことにも起因する。
上記の問題に加えてザウラー式の直接噴射式ディーゼルエンジンは高価であった。また直接噴射式には(予燃焼室式と比べて)燃料の汎用性に関する問題もあった。そのため本車以降に開発された戦車の搭載機関は、直接噴射式でなく問題点を改善した予燃焼室式の統制型ディーゼルエンジンなどが採用されている。
1941年7月に陸軍技術本部が調整した「試作兵器発注現況調書」によれば、試作兵器として九七式中戦車に統制エンジンを搭載する改修を行う記述がある。この改修車両の希望完成年月は1941年8月となっている。なお統制エンジンは九七式中戦車を流用した装甲工作車 セリに既に搭載されていた。
本車は、極寒地域における行動も考慮されていた。1938年(昭和13年)12月～翌年1月にかけて北満州における冬季試験(北満試験)が行われた際には、最低気温マイナス32～42度という気候状況下、さらに覆帯に防滑具(鋲)を装着した状態であったが、平坦路上においてエンジン回転数2,000rpm、時速40キロを容易に発揮できたと記録されている。
1942年5月6日、戦車第7連隊に編入された新砲塔チハがフィリピン攻略戦に従軍、鹵獲したM3軽戦車とともに海岸から上陸を試みたが、海岸前面は45度以上の傾斜で容易に登坂ができなかった。砲爆撃の崩れを利用したものの前進は難航、工兵隊が障害物を爆破したが失敗した。M3軽戦車で登坂を試みたところ成功したため、M3の牽引によって新砲塔チハを引き上げるという事態になった。
戦車第1連隊、戦車第6連隊は緒戦のマレー作戦において長駆進撃を行い、1,100kmを58日で移動。また、1944年（昭和19年）後半に行われた大陸打通作戦では、戦車第3師団が1,400kmを30日で移動している。これは255輌が参加、うち行動不能車両は約30%に達した。第1装軌車修理隊はこれらの戦車の回収と修理に活躍した。行動不能に陥った理由は、それ以前の作戦で酷使された車両を作戦に投入していること、部品の融通がきかないことなどが挙げられる。しかし、機械的信頼性に関しては優れない点もあったものの、作戦を達成した事実は乗員、整備員の連携や技量の高さを示している。

## 通信

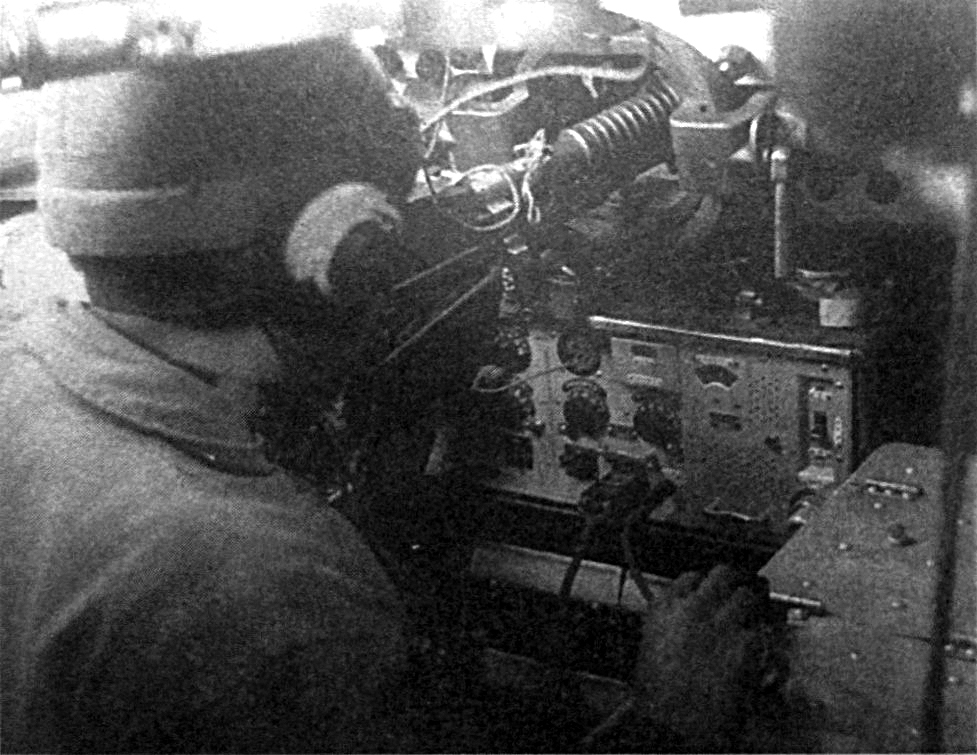
本車の無線手（兼前方銃手）と九六式四号戊無線機。無線手は首に咽喉送話器（咽頭マイク）をベルトで巻き付けている。中央奥は九七式車載重機

戦車の組織運用に重要な装備として無線（無線電話）がある。当時の戦車では指揮官車しか装備していないことも多かったが、九七式中戦車は当初から無線装置を標準装備とした。57mm砲搭載型では砲塔の上面についている環状のものがアンテナであり（通称「鉢巻アンテナ」）、新砲塔チハでは位置が変更され車体から伸びる直立式アンテナとなった。
日本陸軍の車載無線機は大きく分けると九四式、九六式、三式無線機などがあるが、1930年代中頃に採用された九四式無線機以降の無線機の音声通話に関しては、基本的に無線手は首に咽喉送話器（咽頭マイク）をベルトで巻きつけるか、送話器（マイク）を口に当てて送話を行ない、耳に当てた受話器（ヘッドセット）で受話を行なった。
かねてより航空機や陸上車両などにおいてエンジンなどの電装系から発生する雑音電波が搭載無線機の送受信を阻害することが問題となっていた。そのため陸軍技術本部は1930年代末より雑音電波防止(電磁遮断・電磁シールド)対策の研究を行い、各電装品に対して防止器の取り付けなど防止方法を開発、全軍用車両に雑音電波防止装置を装着している。
また、九七式中戦車では、夜間の無線封鎖下での隠密行動用に、3色に切り替わる発光方式の「信号灯」という、無線機とは別の通信手段も用意された。当時の九六式四号戊無線機は通信距離が1km程度しかなく、発光信号ならば、条件さえ良ければ、夜間にかなり離れた位置からでも視認できたという。車内右上の操作板のスイッチで発光・点滅するため、点灯を制御することでモールス信号も打電可能であり、主に夜間の部隊内の指揮や連絡に用いられた。信号灯には、砲塔用と後部用があった。
「砲塔用信号灯」は、砲塔上面の展望塔左側に取り外し式の棒状の器具であり、普段は専用箱に入って車内に収納された。鋼管を切削したケースの内側に、上から「緑・橙（黄）・赤」の色付きのガラス管が電球とともに入っており、取り付け基部には緩衝バネが入っていた。
その有効性からか、砲塔用の信号灯は、日本海軍が開発した水陸両用戦車の「特二式内火艇」にも搭載された。
「後部用信号灯」は、車体後面中央に設置されていた。こちらは取り外しのできない常設の装備で、小さな3色のガラス円が横一列に並んだ形状をしていた。色の配列の順は、三菱重工製と日立製作所製が「橙・緑・赤」で、相模造兵廠製が「緑・橙・赤」と、メーカーによる違いがあった。
- - 砲塔上面の「砲塔用信号灯」

- - 車体後面の「後部用信号灯」

- - 特二式内火艇の砲塔上面の「砲塔用信号灯」

### その他
九七式中戦車は車内に空冷エンジンの吸気口があり、エンジンを作動させることである程度の換気を行うことができた。しかし、換気は不完全なものであり、車体の構造や吸気口の配置の関係から、車体の無線手兼機関銃手席には、空気の流れがほとんど起きず、一酸化炭素が滞留しやすかった。
（九七式中戦車を用いたある実験では、ハッチをすべて閉じ、エンジンを作動させた九七式中戦車のそばで煙を炊いたところ、煙は砲塔のハッチの隙間から侵入し、車長の近くを通ってから、砲手の足元へ進んで、操縦席にわずかに流れてからエンジンルームの左側へ抜けていったが、機関銃手席には煙はほとんど流れてこなかったという結果を得ている。）
そのため、車体機関銃の射撃を長い時間行っていると、機関銃手が意識を失うことがあった。
対策としては戦闘を中断し、ハッチを開けて換気を行ったが、砲手や車長が機関銃手席に向かって、新鮮な空気を送ったり、一酸化炭素を散らしたりするように扇子で扇ぐこともあった。

## 実戦

### ノモンハン事件

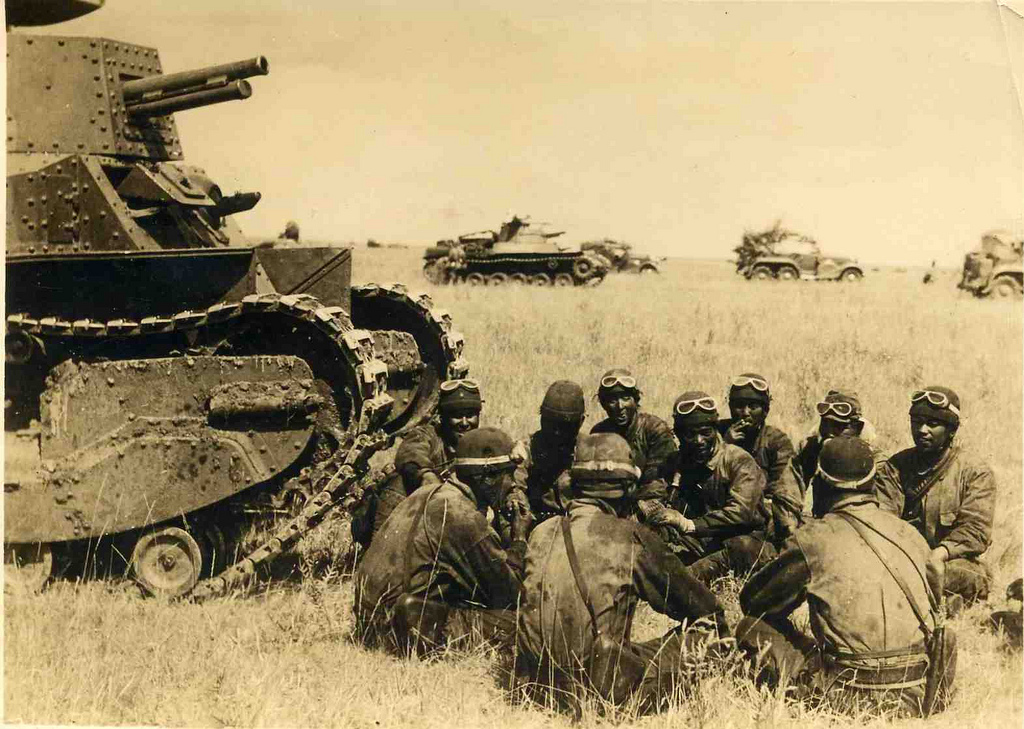
ノモンハンで休憩中の日本軍戦車兵、中央奥にあるのが九七式中戦車、手前は八九式中戦車

ノモンハン事件では、日本建軍以来初めてとなる、大規模な戦車戦力が投入された。投入された第1戦車団（団長安岡正臣中将）は戦車第3連隊（八九式中戦車26輌、九七式中戦車4輌、九四式軽装甲車11輌、九七式軽装甲車4輌）と戦車第4連隊（八九式中戦車8輌、九五式軽戦車35輌、九四式軽装甲車4輌）の二個戦車連隊で編成されて、戦力は戦車73輌、装甲車を加えて合計92輌となった。ノモンハン事件に投入されたソ連軍の戦車は、速度は速いが装甲が薄いBT-7やBT-5といった戦車が主力であり、両軍のなかで最も重装甲の戦車は最大装甲厚25 mmの九七式中戦車であった。
1939年7月2日、ノモンハンに到着した吉丸清武大佐率いる戦車第3連隊は、歩兵支援のため、連隊長の吉丸が新型の九七式中戦車に自ら搭乗し攻撃の先頭に立ってソ連軍野砲陣地に突入した。降りはじめた雨が目隠しとなり、夜8時ごろに最右翼を進む第1中隊が砲兵陣地に突入成功し、野砲2門撃破、2門を捕獲する戦果を挙げた。また、戦車第4連隊は7月2日から3日の夜間に、戦史上初となる、まとまった戦車部隊での夜襲となったバルシャガル高地攻撃を行った。暗闇と雷雨にまぎれてソ連軍陣地の奥深くまで蹂躙し、ソ連軍戦車2輌・装甲車10輌・トラックを20台・砲多数を撃破という大戦果に対して、戦車第4連隊の損失は九五式軽戦車1輌のみであった。
前日、ソ連軍の野砲陣地を襲撃し大戦果を挙げていた戦車第3連隊は、7月3日の日中に、吉丸の九七式中戦車を先頭にして、ソ連軍陣地に正面攻撃をかけた。途中で接触したソ連軍戦車や装甲車計20輌と戦車戦になったが、2輌の戦車と10輌の装甲車を撃破して撃退した（ソ連側記録ではBT-5を3輌損失）。しかし、実際に交戦してみると、日本軍側の予想以上にソ連軍の戦車の性能がよくて、ソ連軍の戦車砲の射程が長く、また遠距離から日本軍戦車の砲塔の装甲板を易々と貫通することに衝撃を受けている。やがてソ連軍防衛線に近づくと、巧みに擬装された対戦車砲の激しい砲撃を浴びて、次々と戦車第3連隊の戦車が撃破された。また陣前に張られたピアノ線鉄条網に履帯を絡めとられた戦車は行動不能となったが、そこを対戦車砲に狙い撃たれて損害が増大した。吉丸の搭乗する九七式中戦車もピアノ線で擱座したところを狙い撃たれて撃破され、吉丸は戦死している。ソ連軍戦車も加わった集中砲火の中で日本軍戦車は次々と命中弾を浴びたが、九七式中戦車など多くがディーゼルエンジンであったため容易に炎上せず予想外の打たれ強さをみせた。窮地の中でもソ連軍戦車32輌と装甲車35輌を撃破し善戦したが、日本軍は13輌の戦車と5輌の装甲車を撃破されたため撤退を余儀なくされた。防衛していたソ連の連隊指揮官は初の大規模な日本軍戦車攻撃を撃退し、司令部に喜びのあまり「日本戦車を食い止めました、奴らは次々に燃え上がっています。ウラー（万歳）」と興奮した報告を行っている。
その後も戦闘によって日本軍戦車の消耗は続き、7月9日には戦車の完全喪失が29輌に達したことを知った関東軍が、このままでは虎の子の戦車部隊が壊滅すると懸念し「7月10日朝をもって戦車支隊を解散すること」との両連隊に対する引き揚げを命じた。第4戦車連隊連隊長の玉田美郎大佐らはこの命令を不服としたが、関東軍の決定は覆らず、ノモンハンでの日本軍戦車隊の戦績はここで終局をむかえることとなった。戦車第3連隊は343名の兵員の内、吉丸連隊長を含む47名が戦死し戦車15輌を喪失、戦車第4連隊は561名の内28名戦死し戦車14輌喪失し戦場を後にしたが、九七式中戦車は戦車第3連隊に配備された4輌のうち1輌のみ連隊長車として投入され、損失はこの1輌のみであった。
日本軍戦車はあまりにも早い時点で戦場から姿を消したため、戦死した吉丸連隊長の遺骨を抱いて帰った戦車兵らに「日本の戦車は何の役にも立たなかった」「日本の戦車はピアノ線にひっかかって全滅した」「一戦に敗れ、引き下がった」「戦場から追い返された」などの辛辣な声がかけられたこともあって、戦後に作家の司馬遼太郎に「もつともノモンハンの戦闘は、ソ連の戦車集団と、分隊教練だけがやたらとうまい日本の旧式歩兵との鉄と肉の戦いで、日本戦車は一台も参加せず、ハルハ河をはさむ荒野は、むざんにも日本歩兵の殺戮場のような光景を呈していた。事件のおわりごろになってやっと海を渡って輸送されてきた八九式中戦車団が、雲霞のようなソ連のBT戦車団に戦いを挑んだのである」「（日本軍の戦車砲は）撃てども撃てども小柄なBT戦車の鋼板にカスリ傷もあたえることができなかった、逆に日本の八九式中戦車はBT戦車の小さくて素早い砲弾のために一発で仕止められた。またたくまに戦場に八九式の鉄の死骸がるいるいと横たわった。戦闘というより一方的虐殺であった」などと著作に書かれて、事実と相違した印象が広まることとなった。ノモンハン事件においては日本軍側の戦車の喪失は29輌だったのに対して、ソ連は255輌を失っており、装甲車を合わせると損失は397輌にもなり、日本軍側の損失を大きく上回っている。

### 太平洋戦争初期

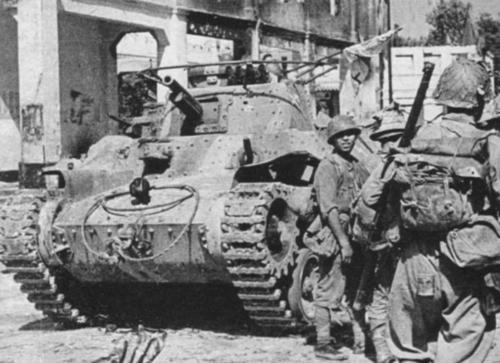
シンガポールの戦い（ブキテマ高地の戦い）におけるチハ

太平洋戦争緒戦のマレー作戦においては、上陸した第5師団の先頭を進軍する捜索第5連隊（連隊長佐伯静雄陸軍中佐、九七式軽装甲車 テケ8輌を主力装備とする機械化部隊。本作戦ではさらに砲兵・工兵隊が付随し「佐伯挺進隊」を構成）および、同連隊長の指揮下に入った戦車第1連隊第3中隊（九七式中戦車10輌、九五式軽戦車2輌装備）からなる「特別挺進隊」（兵力600人程）が、英印軍2個旅団（兵力約6,400人・火砲60門・装甲車90両等）が守備し鉄条網や地雷が張り巡らされ、「小マジノ線」とも謳われたイギリス軍・イギリス・インド軍の強力な国境陣地であるジットラ・ラインを1日で突破・制圧（マレー作戦#マレー半島作戦）した。
また、約1ヶ月後の1942年（昭和17年）1月6日のスリム・リバーの戦いにおいて、戦車第6連隊第4中隊（中隊長島田豊作陸軍大尉、九七式中戦車12輌装備）と随伴歩兵・工兵100人余りがトロラク、スリム・リバー、スリムの各陣地を夜襲し、これら全縦深を1日で突破。さらに戦車の機動力を生かした電撃戦を行い先述の各市街を占領するとともに、イギリス軍司令部を攻撃・スリム市街に進出したことで後方の英印軍1個師団の退路を絶つことに成功。またスリムでは鉄橋を無傷で確保し、島田戦車隊の後を追って進出してきた第5師団と同地にて合流した。これによって、イギリス軍による要衝クアラルンプール（スリム南方に位置）の防衛計画は崩壊、1月11日には同地に日本軍が突入し翌12日に占領。これによってマレー半島のほぼ全土を日本軍が制圧し、イギリス軍はシンガポールに撤退した（シンガポールの戦い）。

### 戦争初期におけるM3軽戦車との交戦
太平洋戦争の開戦初期において、フィリピンやビルマ方面には米英軍のM3軽戦車が合計220両以上が配備されていた。M3軽戦車はカタログ上の総合性能では本車(旧砲塔型)を含む日本軍戦車を優越するものであったが、日本軍の攻勢によりこれらのM3軽戦車の大半を失うことになった。
損失理由は、その大半が日本軍戦車との交戦以外の要因(日本軍側の火砲や歩兵の肉薄攻撃、故障や撤退などによる連合軍側の処分処置または放棄、降伏による鹵獲)によるものであった。フィリピンの米陸軍第192戦車大隊と第194戦車大隊は降伏により全車損失。ビルマの英陸軍第7機甲旅団は戦闘または事故や機械的問題により約45両を損失、また日本軍によりチンドウィン川のカレワ付近に追い詰められた残存の約70両は鹵獲を避けるため自軍によって処分され、インド方面に渡河して撤退できたM3軽戦車は1両のみ(Llewellen Palmer少佐の指揮官車両)であったとされる。
フィリピン攻略戦において新砲塔チハを10輌装備した臨時松岡中隊がM3軽戦車出現の報を受け出撃したが、戦場に到着した時には既に航空隊と戦車第七連隊三中隊（八九式中戦車装備）との戦闘により撃退されており、直接戦火を交えることは無かった。なお、航空隊と戦車第7連隊の戦果は共同でM3軽戦車3輌の撃破が記録されている。フィリピン攻略戦においては対戦車戦闘が起きなかったこともありM3軽戦車との交戦による本車の損失は無かった。 そのため、対戦車戦闘用に編成された臨時松岡中隊の活躍も敵防御陣地や要塞の撃破および突破に留まる。
ビルマ攻略戦において57mm砲搭載型の本車を装備する戦車第1連隊では、鹵獲したM3軽戦車の研究を事前に行い、57mm砲の貫通能力が不足している問題を把握し、交戦前に対策を練っている。1942年4月27～28日の戦闘では、近距離での待ち伏せや600～1,000mの距離を保ちつつ小隊～中隊規模の戦車部隊で集中射撃を行う戦術を行い、苦戦しつつもM3軽戦車5両を撃破炎上・擱座させる戦果を上げた。ビルマ攻略戦においてM3軽戦車との交戦による本車の損失は1両であった。
日本軍第15軍の「主要兵器毀損亡失一覧表」によれば、ビルマ攻略戦の作戦期間中における日本側の戦車および装甲車の損失数は、九七式中戦車1両、九五式軽戦車8両、九四式軽装甲車1両となっている。
開戦初期の攻略戦において、M3軽戦車との交戦による本車の損失は少なかった。本車が最も多くの損害を出したのはM3軽戦車との交戦によるものではなく、連合軍の戦車が配備されていなかったマレー攻略戦であった。
マレー攻略戦に投入された本車83両(文献により88両)のうち、英軍の火砲(主に2ポンド対戦車砲)による待ち伏せ攻撃などによって廃車13両(うち炎上によるもの6両)、破壊11両(修理可能)の損害を受けている。

### マチルダII歩兵戦車との交戦
1943年末以降、オーストラリア陸軍はニューギニア本島やソロモン諸島、ボルネオ島などにマチルダII歩兵戦車を投入している。ニューブリテン島のラバウルには本車を装備する戦車第8連隊が配備されていた。しかし本車の配備されている地域に投入されることはなかったため、交戦した事例は確認されていない。

### 太平洋戦争後期

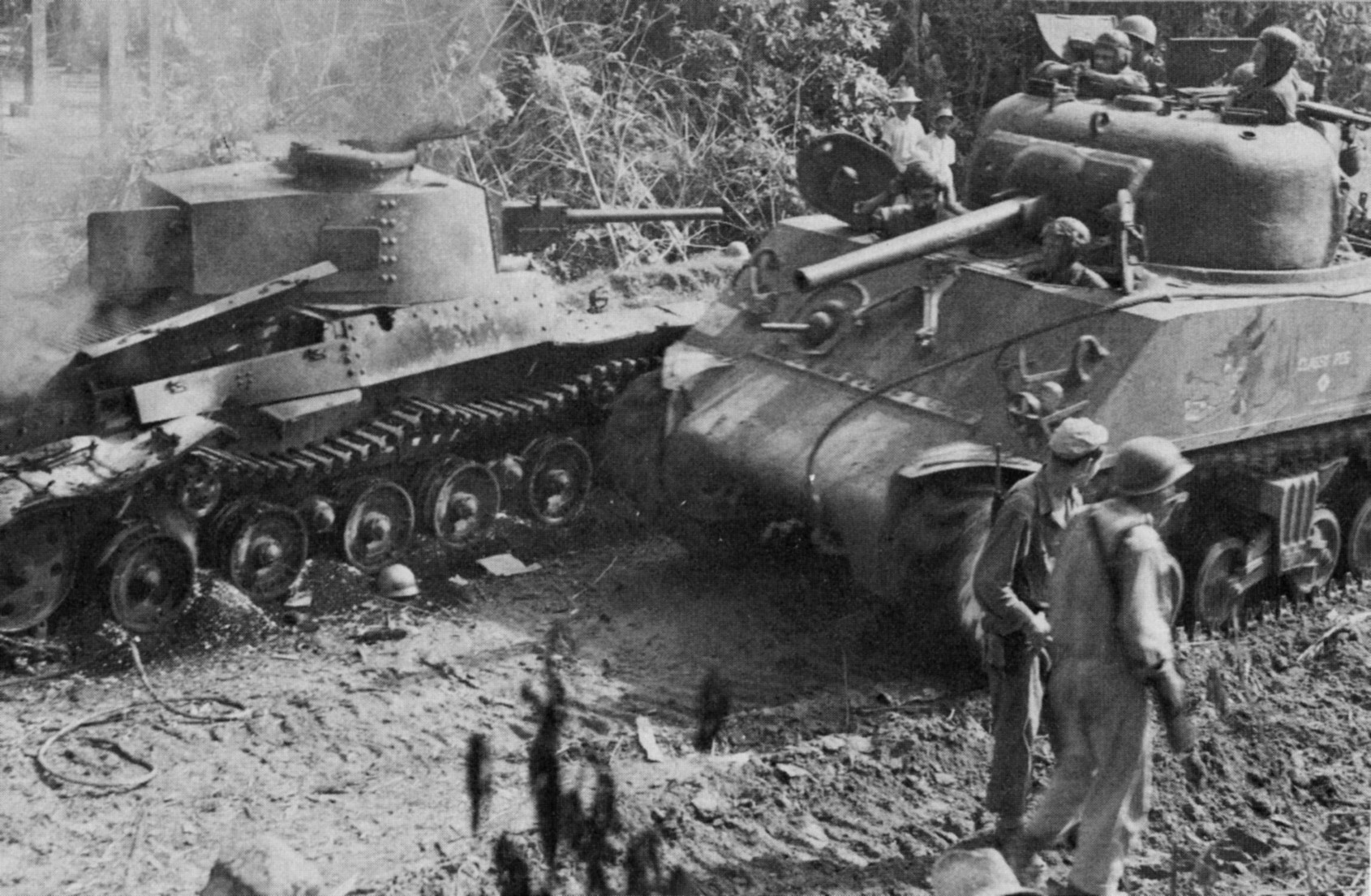
ルソン島の戦いにおいて撃破した九七式中戦車（新砲塔チハ）の近くを通過するアメリカ軍のM4中戦車

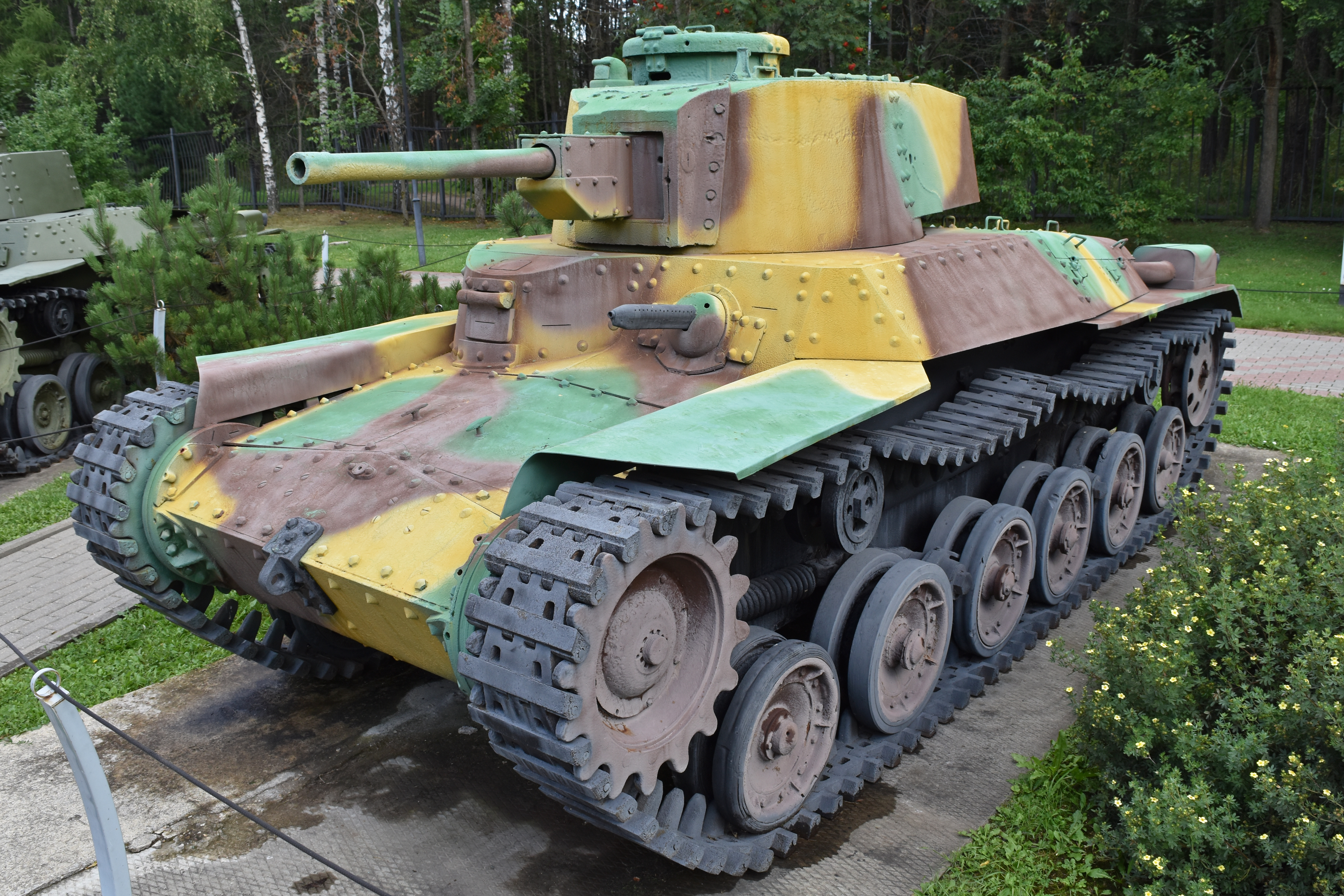
大祖国戦争中央博物館に展示されている新砲塔チハ、この車両は占守島の戦いで戦った戦車第11連隊のもの

大戦後半の防御主体の作戦においても、後継車両の不足と貴重な機甲戦力のため終戦に至るまで各戦線に投入された。サイパンの戦いではサイパン島に配置されていた戦車第9連隊（5個中隊のうち2個中隊はグアム島に配置）が上陸してきたアメリカ海兵隊を迎え撃った。上陸初日の1944年6月15日には、海岸付近に配置されていた第4中隊（中隊長吉村成夫大尉、九七式中戦車11輌、九五式軽戦車3輌）が上陸してきたアメリカ軍海兵隊を攻撃。まだM4中戦車が揚陸未済で、装甲の薄いアムトラックに戦車砲を搭載したアムタンクとの戦車戦となったがこれを撃破して、海兵隊の幕僚が搭乗していたアムトラックも撃破、アメリカ海兵隊の連隊指揮所まで突入する活躍を見せたが、艦砲射撃も含めたアメリカ軍の反撃で全滅している。
6月16日夜には、戦車第9連隊主力の30両（九七式中戦車新砲塔チハ1輌、九七式中戦車22輌、九五式軽戦車7輌）がタンクデサントで夜襲をかけた。アメリカ軍海兵隊にとっては、開戦以来、初めて受ける大規模な日本軍戦車からの攻撃となったが、この時点ではM4中戦車と大量のM3 37mm砲と新兵器バズーカと対戦車砲を搭載したM3 75mm対戦車自走砲を揚陸済みであり、十分に態勢を整えていた。一方で、攻撃側の戦車第9連隊は不慣れな縦隊突撃を行ったので、たちまち指揮系統が混乱してしまい、まとまった作戦行動はとれず、4～5輛の戦車が一団としてまとまって突進し、なかには沼地にはまって動けなくなる戦車もあった。
戦車第9連隊の戦車はアメリカ軍が築いていた陣地に突入したが、そこで待ち受けていたのが海兵隊員が装備していた新兵器のバズーカであった。装甲の薄い日本軍戦車にバズーカが命中すると、ほぼ同時に装甲を貫通して内部で炸裂し擱座する戦車が続出した。M3 37mm砲も威力を発揮して次々と日本軍戦車は撃破されていった。空には無数の照明弾が打ち上げられ白昼のような明るさの中で、M4中戦車も戦場に到着して、九七式中戦車との戦車戦が行われたが、砲撃の練度は日本軍が勝り次々と命中弾を与えるが、全てM4中戦車の厚い装甲にはね返されるのに対し、M4中戦車の砲弾は易々と九七式中戦車や九五式軽戦車を撃破していった。それでも突進を続けて、アメリカ軍に砲兵陣地まで達するところまで達した日本軍戦車を足止めしたのは、M101 105mm榴弾砲の砲撃と艦砲射撃であった。最後の日本軍戦車は午前7：00に海岸近くまで達して、海上の海軍艦艇から目視することができたので、20発の艦砲射撃が浴びせられた。夜が明けて戦場でくすぶる日本軍戦車の中には、まだ戦車兵が生存しているのか砲塔を回転させている戦車もあったが、M3 75mm対戦車自走砲の砲撃により止めが刺された。この戦車第9連隊の突撃でアメリカ軍は97名の海兵隊員が死傷した。
ビルマ戦線では、戦車第14連隊に所属する第1中隊が、エジョウ集落の周辺で待ち伏せを行い、現れたアメリカ軍戦車部隊に対し約400ｍの至近距離にて、側面を晒したM4中戦車を撃破した。この戦闘ではM4中戦車とトラックを8両炎上させ、敵軍を撤退させることに成功しているが、敵の反撃により中隊長車が炎上した(最終的に連隊は壊滅)。
フィリピン戦のルソン島の戦いにおいては、戦車第2師団の重見支隊（支隊長：重見伊三雄少将。戦車第3旅団基幹の戦車約60両他）がリンガエン湾に上陸してきたアメリカ軍を迎撃し、太平洋戦争最大の戦車戦が戦われている。九七式中戦車の九七式五糎七戦車砲や九五式軽戦車の九八式三十七粍戦車砲はM4中戦車に命中しても、まるでボールのように跳ね返され、日本軍の戦車が一方的に撃破されることが多く、日本軍の戦車兵はそのようなM4中戦車を「動く要塞」と称して恐れたが。一式四十七粍戦車砲を搭載した新砲塔チハがしばしばM4を待ち伏せ攻撃で撃破している。1945年1月17日にアメリカ軍第716戦車大隊のA小隊を、マンゴーの木で隠れていた和田小隊長率いる3輌の新砲塔チハが攻撃、M4A3の側面装甲を貫通してたちまち2輌を撃破した。しかし、生き残ったM4A3が方向転換し正面を向けたので、3輌の新砲塔チハはその後60発の砲撃をM4A3に浴びせたが、厚い正面装甲を貫通することができずに1輌ずつ撃破されて、最後は和田小隊長車がM4A3を至近距離で砲撃するため突進して最後は体当たりしたが、結局M4A3の砲撃で撃破されている。1月29日には、クラーク基地に進攻してきたアメリカ軍戦車隊に岩下市平大尉率いる6輌の九七式中戦車（新砲塔チハ）が反撃、遭遇したM7自走砲を撃破、その後M18ヘルキャットを装備する駆逐戦車隊と戦闘になり、1輌のM18ヘルキャットを撃破したが、4輌の新砲塔チハが撃破され、岩下も戦死して撃退された。M18ヘルキャットは日本軍の砲撃でさらに1輌撃破されている。このように、しばしば新砲塔チハとの戦車戦で損害を被ったアメリカ軍は、新砲塔チハを「もっとも効果的な日本軍戦車」と評して警戒した。
戦車第2師団は質量ともに勝るアメリカ軍戦車隊を果敢に攻撃し、戦闘の度に戦車を失い壊滅状態となったが、ルソン島の戦い末期の1945年4月12日、わずかに残っていた戦車第10連隊第5中隊に属する57mm砲搭載型のチハ車1輌と九五式軽戦車1輌の車体前部に、先端に20kgの爆薬を装着した長さ1mの突出し棒を取付け敵戦車に体当たりする特攻を敢行した（戦車特攻）。同連隊主力は激しい戦闘の末既に壊滅しており、対戦車能力を持つ戦車は皆無であったことから、窮余の策として行われた攻撃である。丹羽治一准尉以下11名が出撃志願したが、2輌の戦車内に搭乗しきらなかったので、残った4名の戦車兵は、自爆攻撃をする覚悟で、各々爆雷を入れた雑嚢を抱え、手榴弾数発を腰から下げて1輌に2名ずつタンクデサントで出撃した。
4月17日午前9時、イリサン橋西北200mの曲がり角に差し掛かったアメリカ陸軍のM4中戦車に対して、擬装していた丹羽戦車隊が奇襲。不意の出現に慌てたアメリカ陸軍の先頭のM4中戦車は操縦を誤り50mの崖下に転落。さらに丹羽戦車隊の2両が後続車に体当たり攻撃を仕掛けるため突進、M4中戦車の砲撃が丹羽が搭乗する九五式軽戦車の砲塔に命中し砲塔が吹き飛ばされたが、それに構わず2輌の日本軍戦車はそのままM4中戦車に体当たりした。タンクデサントをしていた戦車兵らも、戦車の体当たり直前に戦車から飛び降り。戦車が突入すると同時にM4中戦車に体当たり攻撃をした。生き残った日本軍戦車兵は、M4中戦車から脱出しようとするアメリカ軍戦車兵に手榴弾を投擲したり、軍刀による斬り込みを行った。双方の戦車4両が爆発炎上して、その残骸がアメリカ軍戦車隊の侵攻路を妨害することとなったが、イリサン近辺の道路は狭隘であったために、戦車残骸の除去は難航、アメリカ陸軍は約1週間の足止めを受け、その間にバギオの第14方面軍司令部は、大量の傷病兵や軍需物資とともに整然と撤退することができた。
硫黄島の戦いでは同島に九七式中戦車（新砲塔チハ）11輌と九五式軽戦車12輌を装備する戦車第26連隊（連隊長男爵西竹一陸軍中佐）が配備されていたが、西中佐は当初、機動兵力として戦車を運用することを計画したものの、熟慮の結果、移動ないし固定トーチカとして待伏攻撃に使われることになった。移動トーチカとしては事前に構築した複数の戦車壕に車体をダグインさせ運用し、固定トーチカとしては車体を地面に埋没させるか砲塔のみに分解し、ともに上空や地上からわからないよう巧みに隠蔽・擬装し丸万集落周辺で防御陣地を構築して米軍と激戦を交えた。同陣地はのちにアメリカ海兵隊側から、戦車第26連隊に包囲されて大損害を被り全滅の危機に陥った第9海兵連隊第2大隊の大隊長、ロバート・E・クッシュマンJr.中佐の名前から取り、「クッシュマンズ・ポケット」と呼ばれ忌み嫌われた。しかし実際には至近距離での戦車戦を行っていたという目撃証言が残されており、真相は不明である。
沖縄戦では、戦車第27連隊に配属された新砲塔チハが14両実戦投入された。1945年5月4日の日本軍総攻撃の際に出撃したが、砲弾幕に前進を阻まれ大損害を受けたのちに後退し、首里防衛線の石嶺丘陵の西部130高地陣地（アメリカ軍呼称チョコレート・ドロップ山） において、残った6輌の戦車の車体を埋め、トーチカとしてアメリカ軍を迎え撃った。戦車第27連隊は機動部隊的反撃戦闘を想定した特殊な編成で、戦車連隊ながら重機関銃や速射砲を装備した歩兵中隊や九〇式野砲を装備した砲兵中隊も配備されていたため、進攻してきたM4中戦車を、埋まった新砲塔チハの戦車砲に加え、速射砲や野砲で次々と撃破、擱座させ、その数は10-20輌にも上った。攻撃してきたアメリカ軍を撃退したのち、戦車第27連隊はアメリカ軍の残していったバズーカや重機関銃など多数の兵器を鹵獲した。戦車第27連隊は沖縄戦開始よりこの攻防戦までに敵戦車30輌を撃破、敵兵員2,200人を死傷させたと記録しているが、5月26日までにすべての戦車を失ない、27日未明には連隊長村上乙中佐も戦死して、他の日本軍部隊と撤退した。アメリカ側の記録においても、チョコレート・ドロップ山を巡る戦いで、1輌のM12 155mm自走加農砲を含む十数輌の戦車が撃破され、第77歩兵師団の第306歩兵連隊は、日本軍の激しい抵抗によって死傷者は471名にも上ったことから、第307歩兵連隊と交代させられることになったが、交代した第307歩兵連隊も大損害を被ったと記述されている。
最末期の占守島の戦いでは、同島に展開した九七式中戦車（新砲塔チハ20輌、57mm砲搭載型19輌）39輌、九五式軽戦車25輌を装備する精鋭部隊たる戦車第11連隊（連隊長池田末男陸軍大佐）が、上陸したソ連軍と交戦。連隊長車を先頭に突撃を行い四嶺山の敵部隊を撃退し、同山北斜面の敵部隊も後退させている。ソ連軍は対戦車砲4門・対戦車銃約100挺を結集し反撃を行い、連隊長車以下27輌を撃破ないし擱座させたが、四嶺山南東の日本軍高射砲の平射を受け、また日本側援軍の独立歩兵第283大隊が参戦したため、上陸地点である竹田浜方面に撤退している。

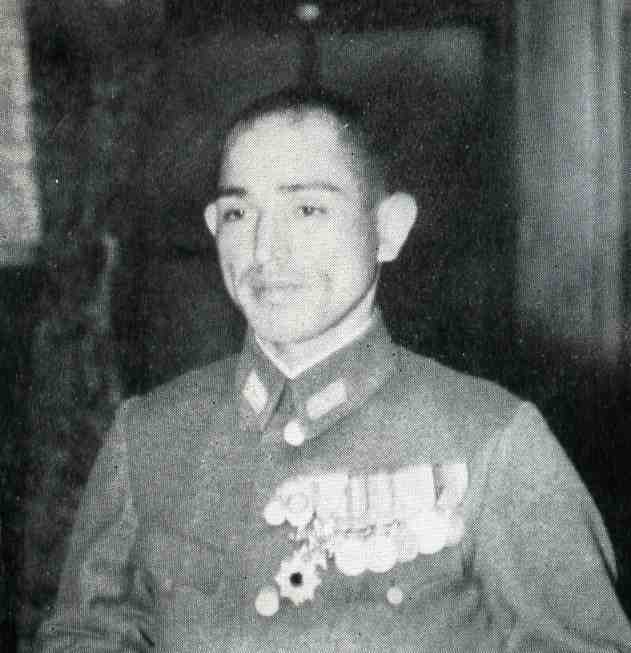
島田豊作（陸軍少佐当時の撮影、後に中佐）
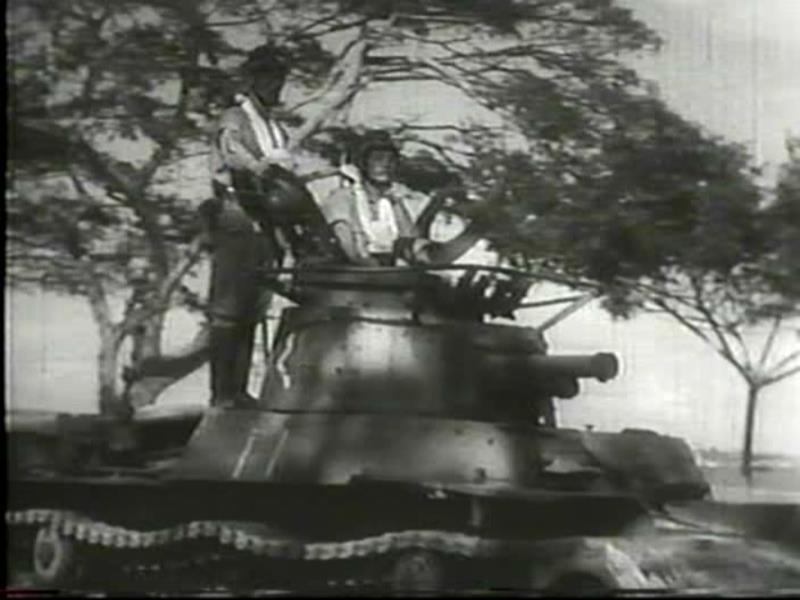
マレー作戦におけるチハ
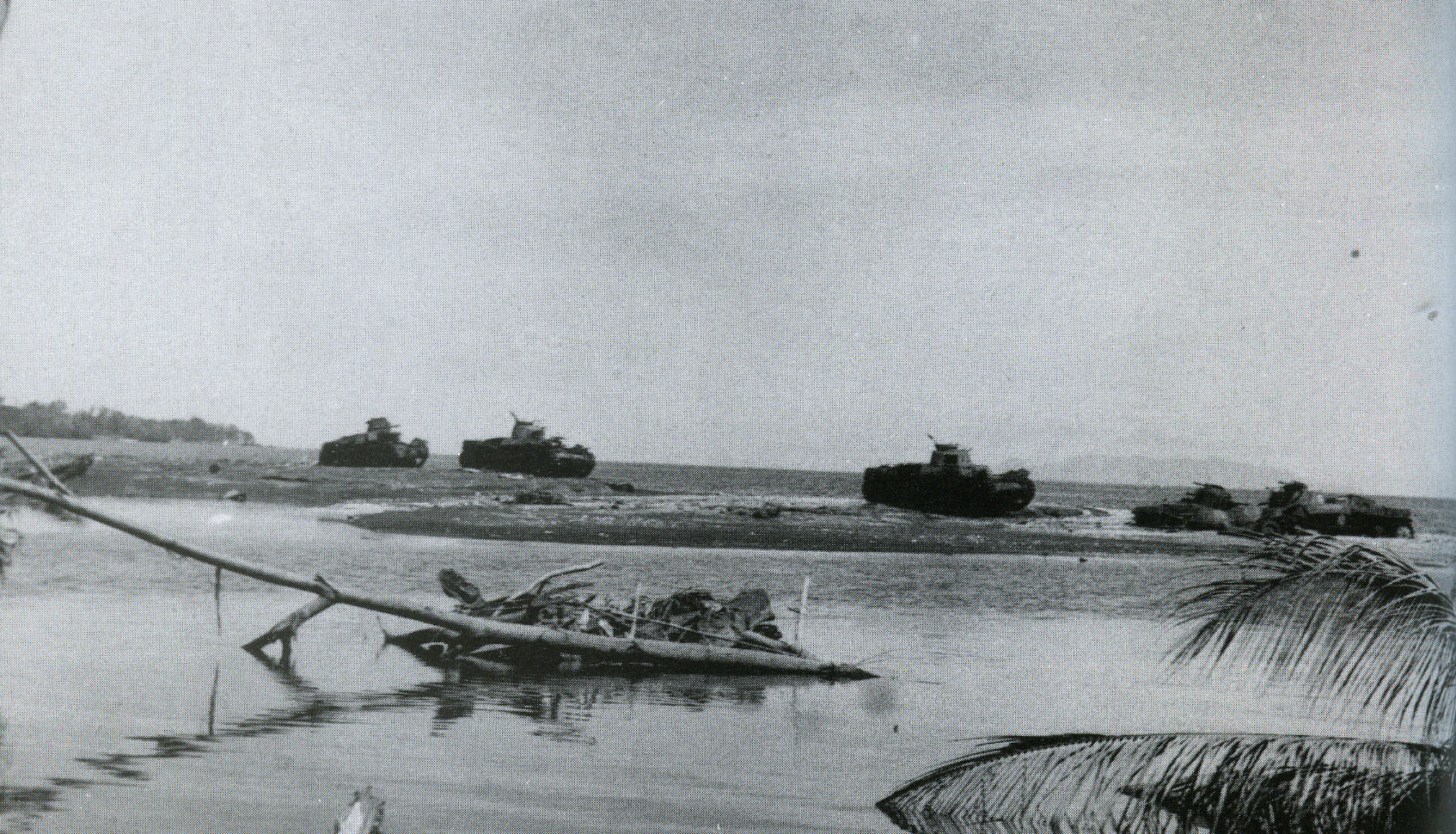
ガダルカナル島の戦い（マタニカウ河の戦い）において渡河中に撃破された独立戦車第1中隊のチハおよびハ号
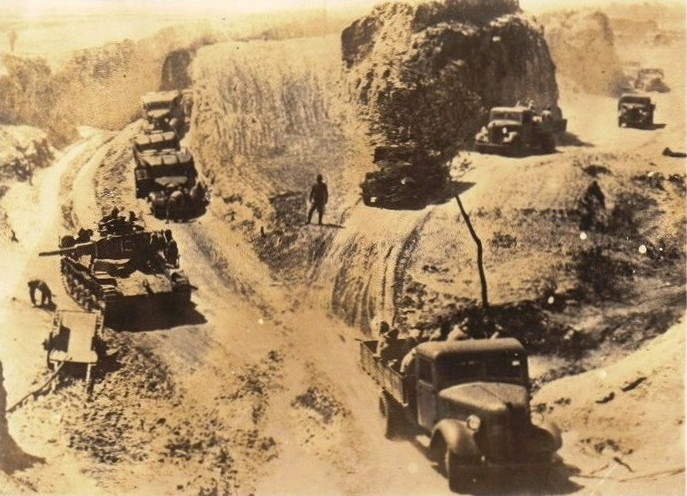
大陸打通作戦（一号作戦）における新砲塔チハ
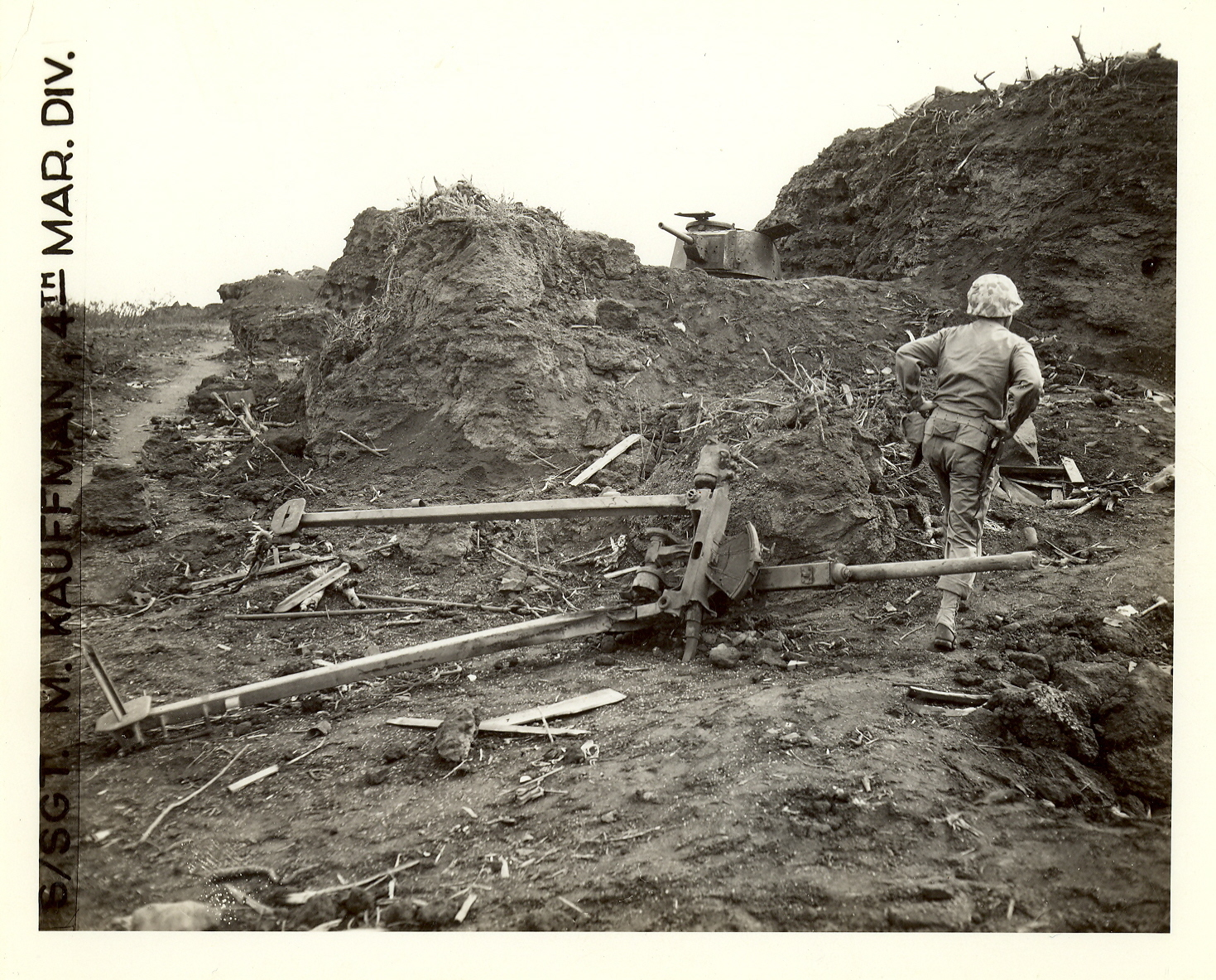
車体をダグインないし、埋没させ砲塔を固定トーチカとした戦車第26連隊とされる新砲塔チハ（奥）[注釈 18]。手前は大破し転倒した九四式三十七粍砲。
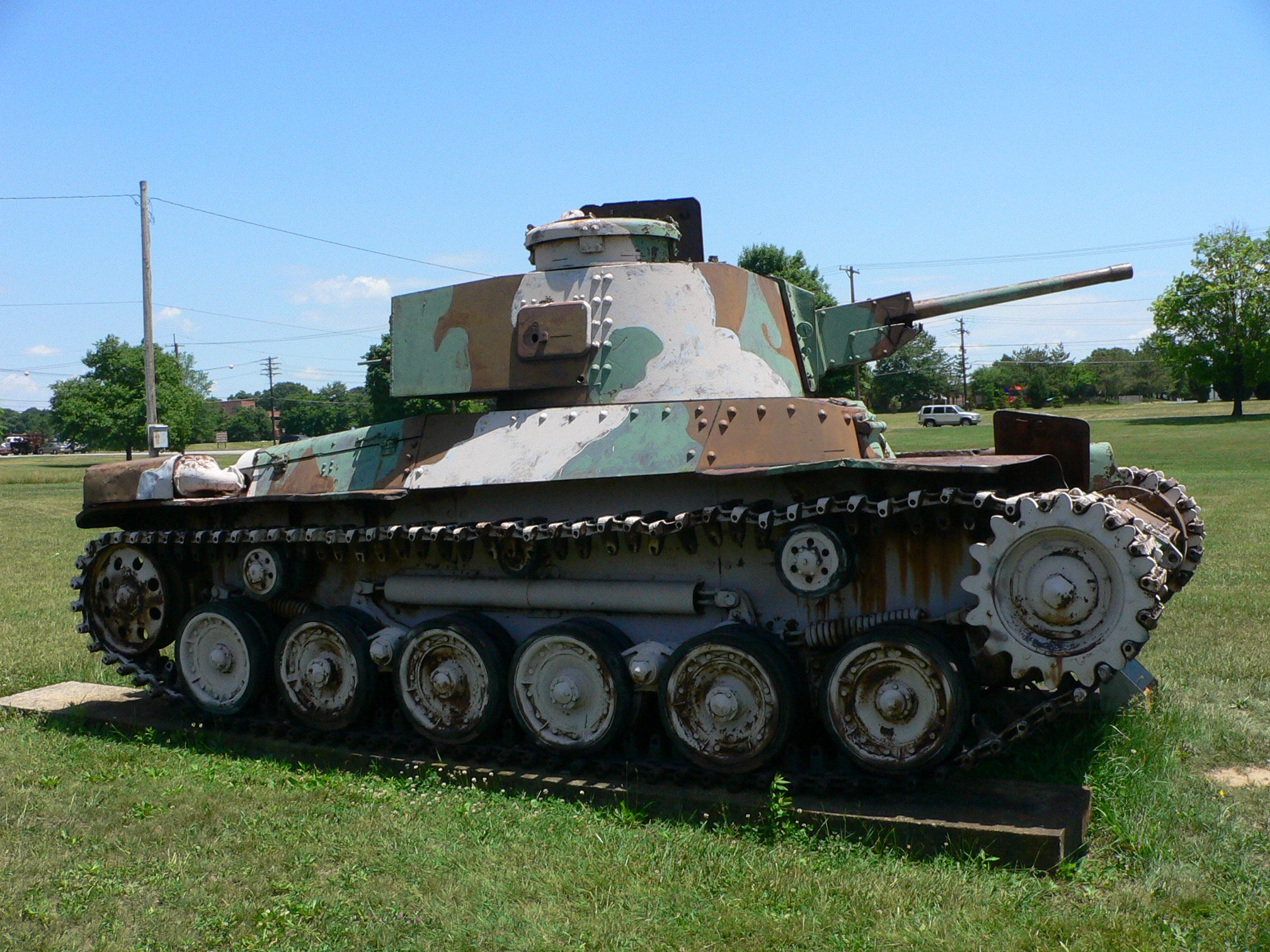
硫黄島の戦いにおいてアメリカ軍に鹵獲された戦車第26連隊の新砲塔チハ。再塗装が行われており、当時は第26連隊所属を表す「丸に縦矢印」の部隊マークが砲塔横に描かれていた

## 戦後

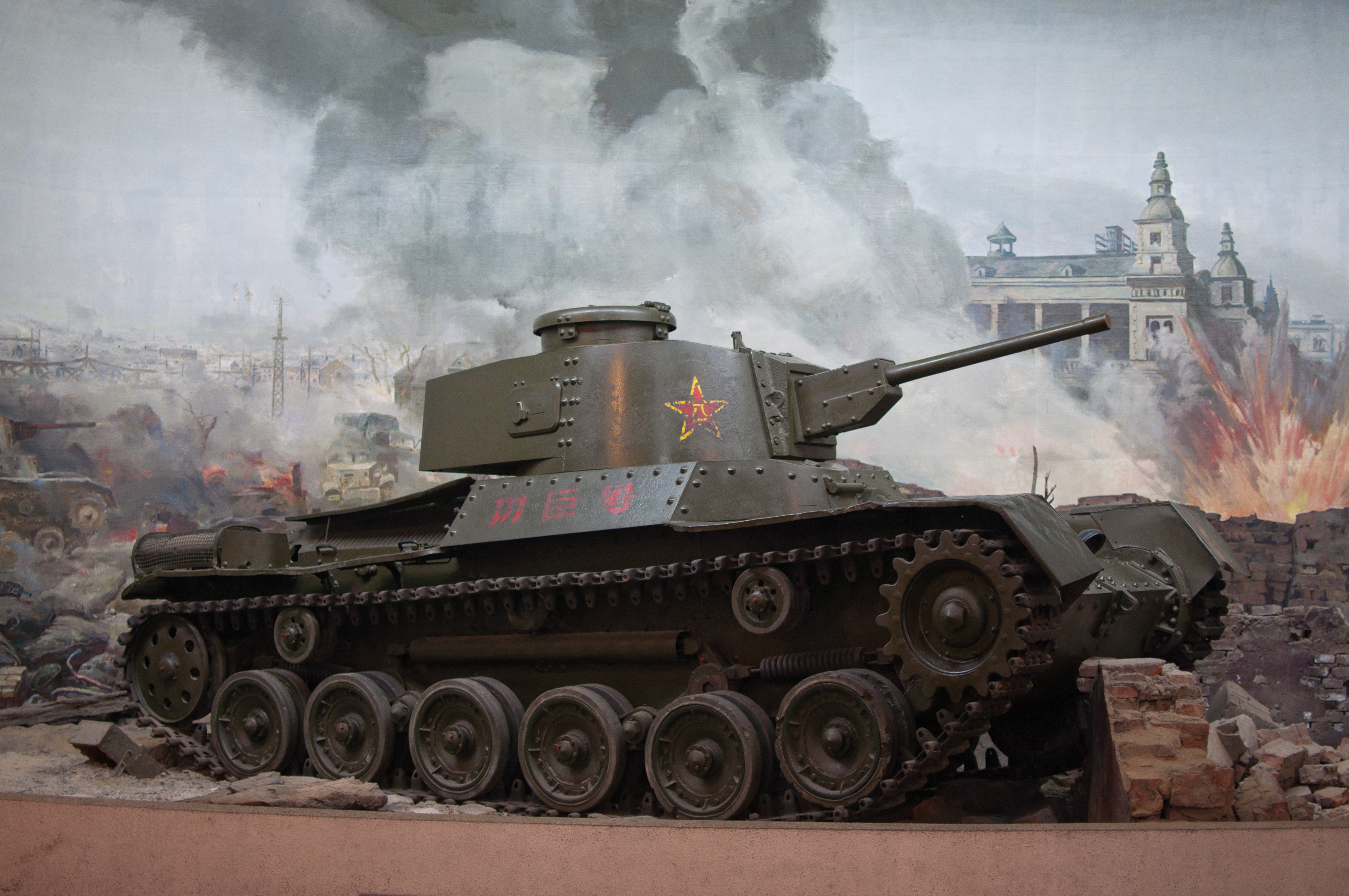
国共内戦において紅軍・人民解放軍の「功臣号」として活躍し、現在は中国人民革命軍事博物館で展示される新砲塔チハ

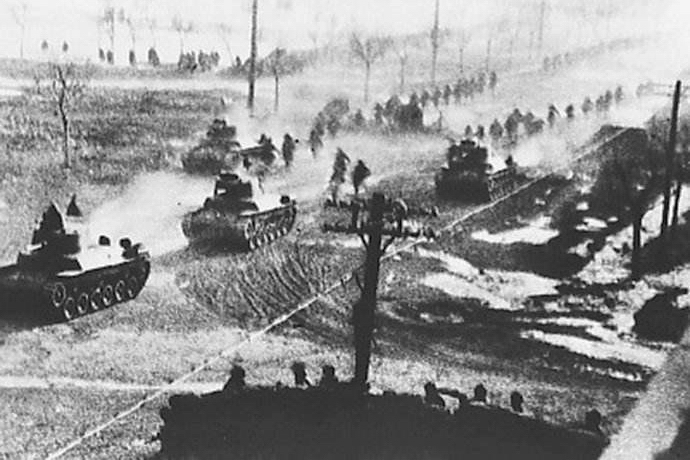
1948年、瀋陽に入城する東北人民解放軍の新砲塔チハ

終戦時の時点で九七式中戦車は、日本本土の各部隊に57mm砲搭載型が74輌前後、47mm砲搭載型が418輌前後、南方軍には31輌前後（搭載砲不明）が残存していたと思われる。本土の47mm砲搭載型が418輌前後という数字は一式中戦車の生産数を170輌とした場合であり、両車合計では588輌前後が残存していたと推定される。また砲戦車の生産遅延対策として57mm砲搭載型が配備されていた事例も多く、57mm砲搭載型に関しては74輌よりも残存数は多いとされるが、57mm砲搭載型の車体を自走砲や砲戦車に転用された事例も多いと思われる。その他、関東軍・支那派遣軍における残存数は不明である。
終戦後には中国大陸において、日本軍の装備の多くが国民革命軍（国民党軍）と紅軍（共産党軍、1948年以降は人民解放軍）に接収され、九七式中戦車も両軍で使用された。これらはのちの国共内戦でも使用され、特に人民解放軍のものは国民革命軍相手に大きな戦果を挙げている（「功臣号」）。
日本国内では、砲塔や武装を撤去し障害物撤去用のドーザーを取り付けたブルドーザー（「更正戦車」）が相当数作られ全国で使用された。中でもその改造装甲車両（名称は「装甲車」）が治安維持を名目に警察に昭和20～30年代にかけて配備され、東宝争議などに出動、東京都では1949年（昭和24年）の大雪の際にも出動しているほか、北海道では長く使用されていた。
その他、本車車体を利用して作られたクレーン車が1959年（昭和34年）から1960年（昭和35年）頃まで横浜港で使用されていた。

## 司馬遼太郎との関り
上記の通り作家の司馬遼太郎はエッセーなどで九七式中戦車のことを書き残しているが、これは司馬の従軍体験に依るものである。司馬は学徒出陣で戦車隊士官となり、兵庫県加東郡河合村（現：小野市）青野が原の戦車第十九連隊で九七式中戦車で編成された小隊の小隊長となったが、九七式中戦車が終生まで強い印象として残っていたようで、著作に「同時代の最優秀の機械であったようで」「チハ車は草むらの獲物を狙う猟犬のようにしなやかで、車高が低く、その点でも当時の陸軍技術家の能力は高く評価できる」「当時の他の列強の戦車はガソリンを燃料としていたのに対し、日本陸軍の戦車は既に（燃費の良い）ディーゼルエンジンで動いていた」と称賛する一方で、その戦闘能力については「この戦車の最大の欠点は戦争ができないことであった。敵の戦車に対する防御力もないに等しかった」「防御力と攻撃力も無い車を戦車とはいえないという点では先代の八九式と同様で、鉄鋼がとびきり薄く、大砲は八九式の五七ミリ搭載砲をすこし改良しただけの、初速の遅い（つまり砲身の短い）従って貫通力の鈍い砲であった。チハ車は昭和十二年に完成し、同十五年ごろには各連隊に配給されたが、同時期のどの国の戦車と戦車戦を演じても必ず負ける戦車だった」と書いており愛憎の入り混じった評価をしている。
司馬は、満州四平の四平陸軍戦車学校で戦車の操縦を学んだが、文系出身であったため機械に疎く、ある時に九七式中戦車を動かそうとあちこちいじっているとエンジンが起動したが、中から白煙が出たため、慌てた司馬は「助けてくれー」と悲鳴をあげた。司馬の悲鳴を聞いた同僚が駆けつけると、コードが戦車の車体に触れており、電流が流れてショートを起こしていたので、同僚が手斧でコードを断ち切り、司馬は無事に救出された。司馬は、軍隊生活になかなか馴染めず、訓練の動作にも遅れが目立ち、同期生のなかでも戦車の操縦はとびきり下手であったが、「俺は将来、戦車1個小隊をもらって蒙古の馬賊の大将になるつもりだ」などと冗談を言うなど、笑みを絶やさない明るい性格で同期生たちの癒しになっていた。戦後になっても、戦車に乗っている自分の姿をよく夢に見ているが、その夢の内容を「戦車の内部は、エンジンの煤と、エンジンが作動したために出る微量の鉄粉とそして潤滑油のいりまじった特有の体臭をもっている。その匂いまで夢の中に出てくる。追憶の甘さと懐かしさの入りまじった夢なのだが、しかし悪夢ではないのにたいてい魘されたりしている」と詳細に書き残しており、戦車に対する司馬の愛着を感じることができる。戦車兵であったという軍歴も否定的には捉えておらず、戦友会にも積極的に出席していた。戦友会からの依頼により、陸上自衛隊久留米駐屯地内にある「戦車之碑」の碑文を贈ったこともある。戦車第1連隊のときの司馬の元上官で、戦後にAIU保険の役員となった宗像正吉は、歴史研究家秦郁彦からの、司馬はなぜ日本軍の戦車の悪口を言い続けたのか？という質問に対して「彼は本当は戦車が大好きだったんだと思います。ほれ、出来の悪い子ほどかわいいという諺があるでしょう」と答えている。

## 現存車両

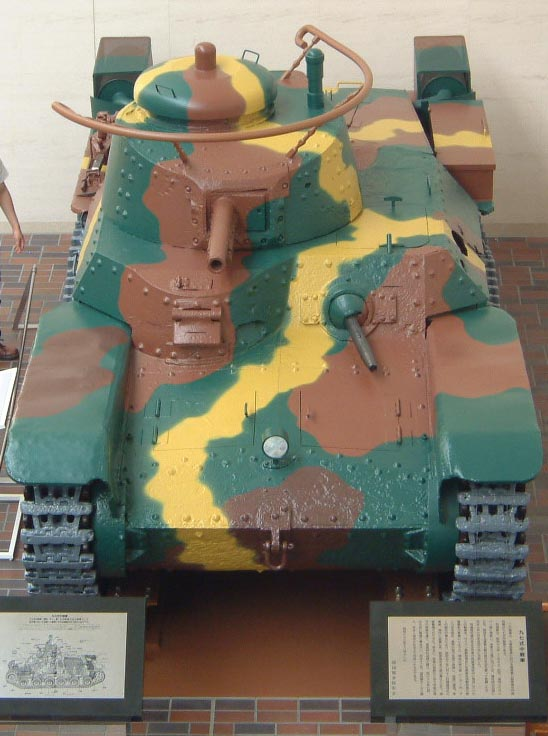
遊就館に展示される戦車第9連隊所属の九七式中戦車、2006年当時の塗装でその後に塗りなおされている

日本国内に現存する九七式中戦車の実車は、戦後サイパン島から還送された戦車第9連隊所属の57mm砲搭載型が靖国神社の遊就館 および、静岡県富士宮市の若獅子神社（陸軍少年戦車兵学校跡地）に展示されている。また、2005年に神奈川県三浦市の雨崎海岸の土中より車台部分の残骸が発見され、その後発掘されて栃木県那須郡那須町の那須戦争博物館に移送され、展示されている。
各戦場跡にも多数の残骸が残っているが、特に激戦となったサイパン島では、上記のように里帰りした車両以外にも数輌の残骸が残って観光資源化されている。
新砲塔チハの実車は、比較的多くの車両が以下の博物館等でそれぞれ保存・展示されている。
- アメリカ
  - メリーランド州アバディーン性能試験場陸軍兵器博物館 - 硫黄島の戦いで鹵獲された戦車第26連隊の車両
  - インディアナ州クローフォーズビルのロプキー装甲博物館には、一式中戦車の砲塔に酷似した増加装甲付きの改造砲塔の新砲塔チハが展示されている（前述「#新砲塔」の節参照）。
- 中国
  - 北京市中国人民革命軍事博物館 - 国共内戦でも使用され活躍した「功臣号」
  - 天津市平津戦役記念館
  - 錦州市遼瀋戦役記念館
- オーストラリア
  - RAAC戦車博物館
- ロシア
  - クビンカ軍事博物館
  - 大祖国戦争中央博物館

ほか、57㎜砲塔型と同様に占守島などいくつかの旧戦場において擱座・廃棄された状態の車両が存在する。

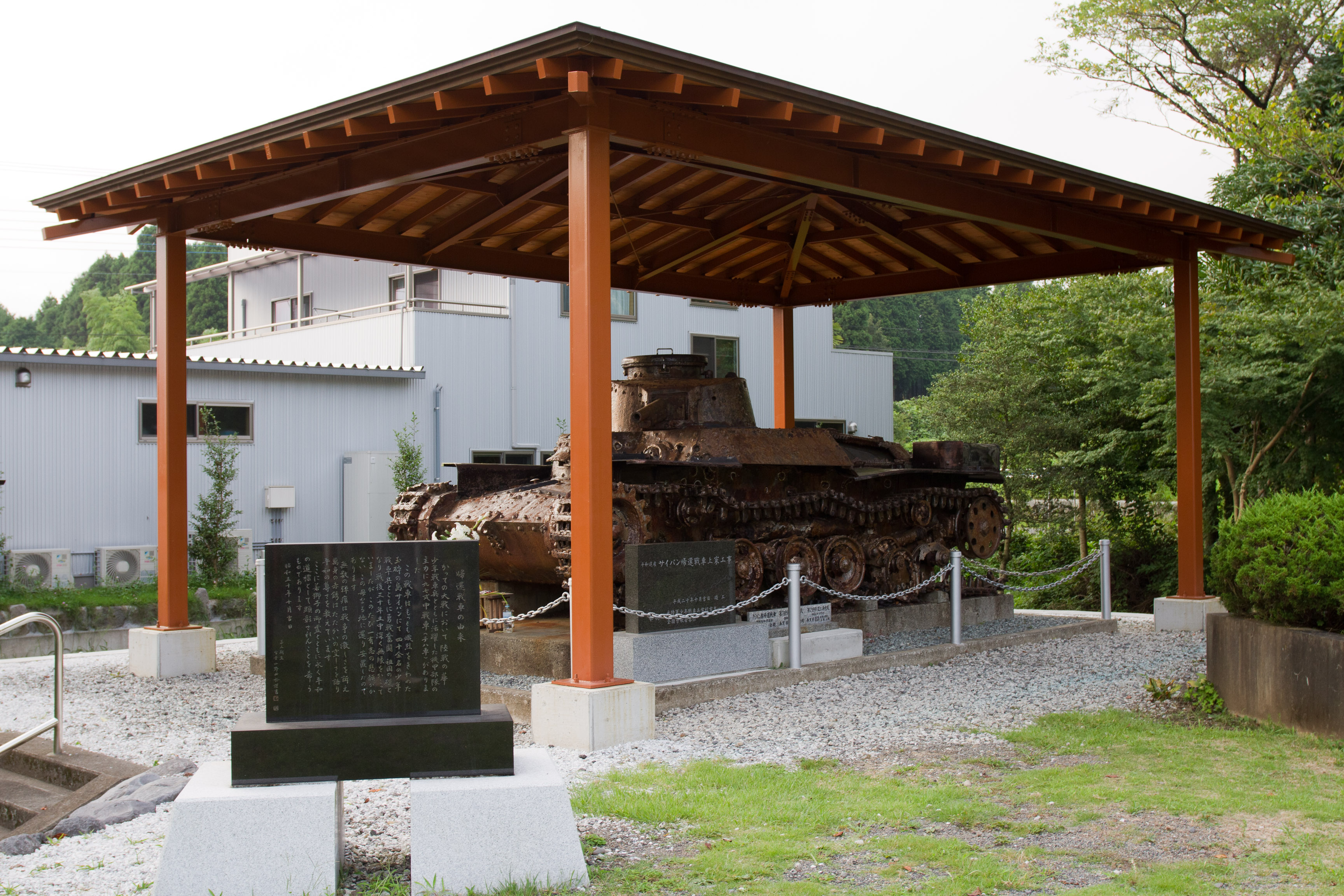
若獅子神社のチハ
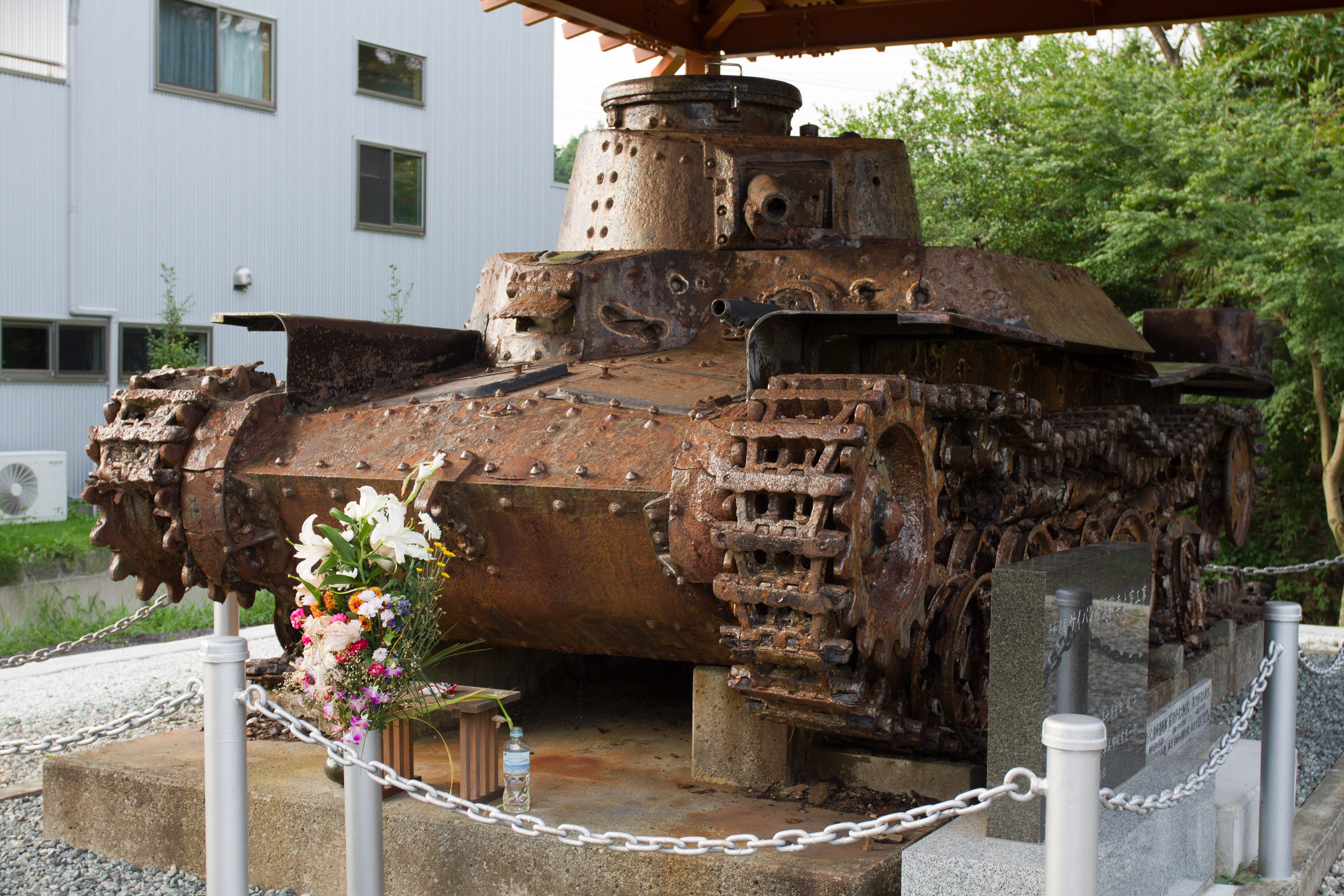
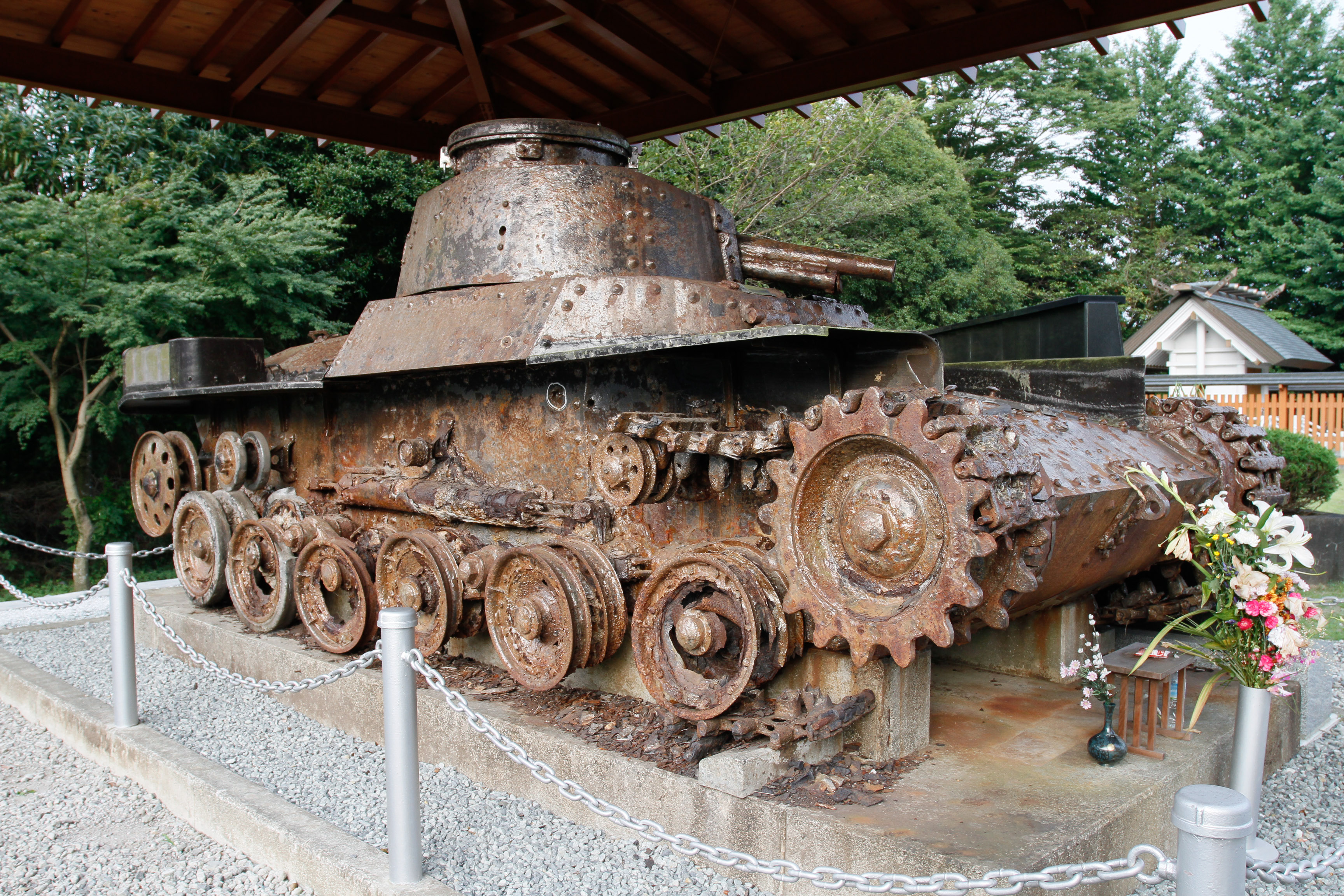
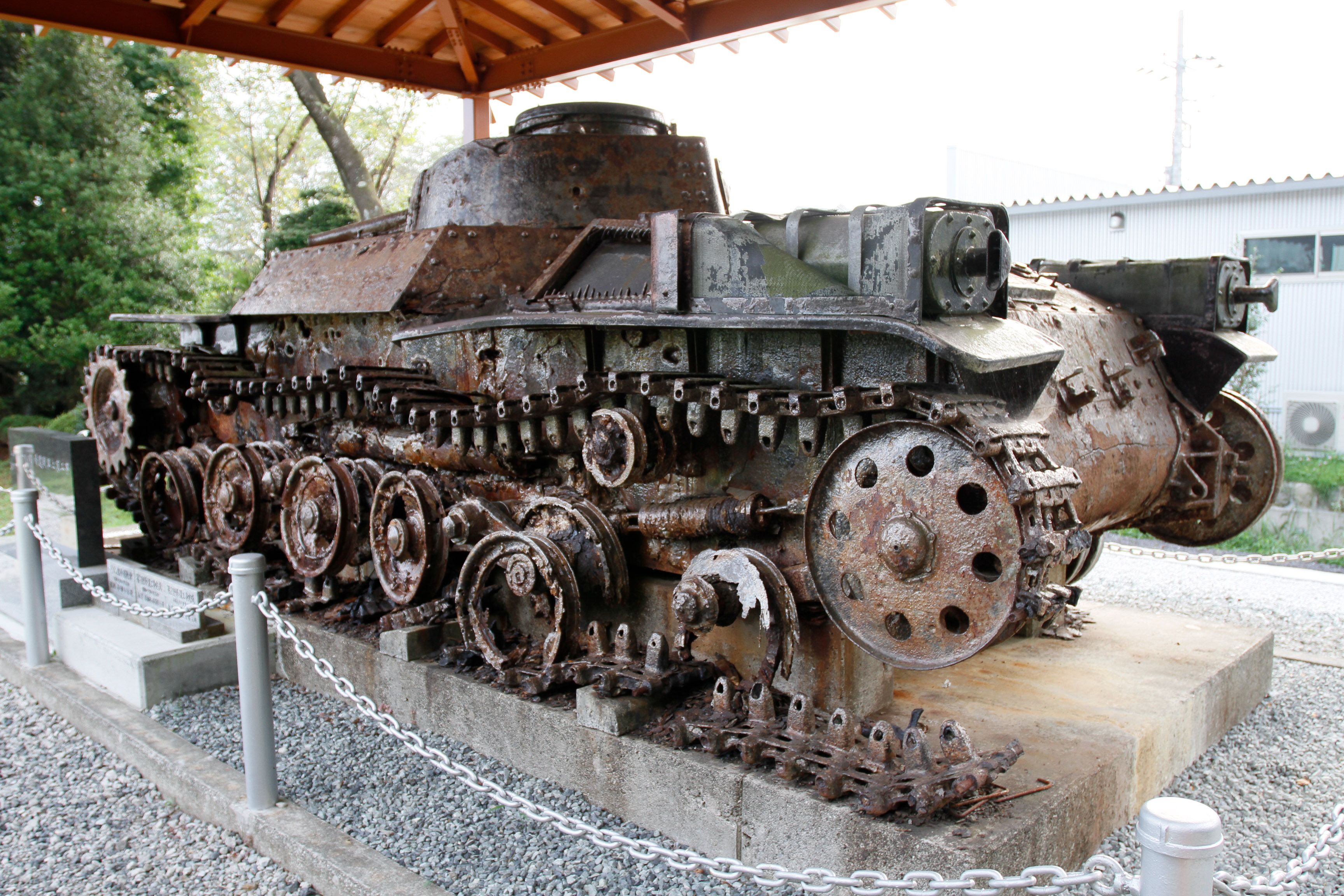
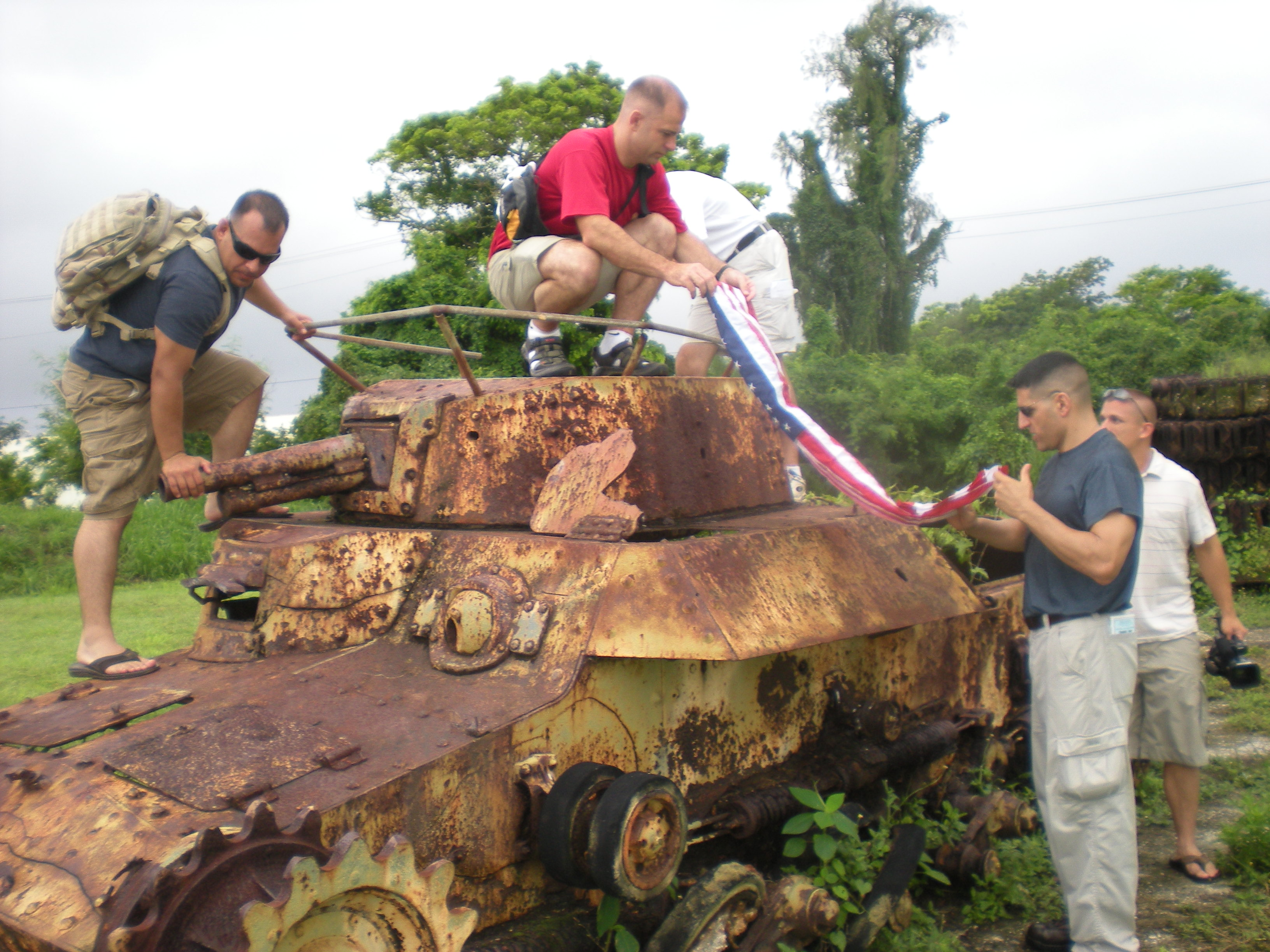
サイパン島のチハ
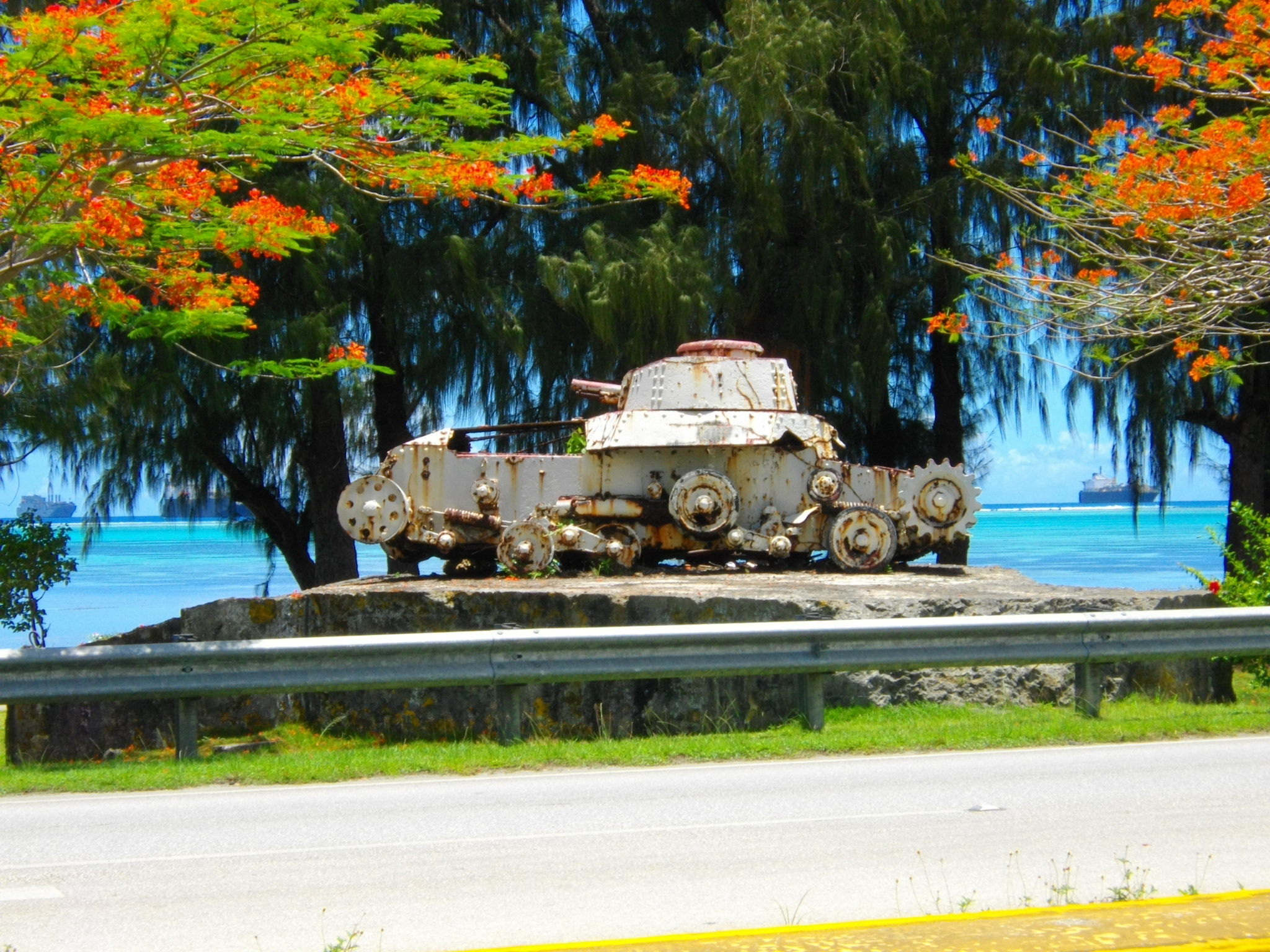
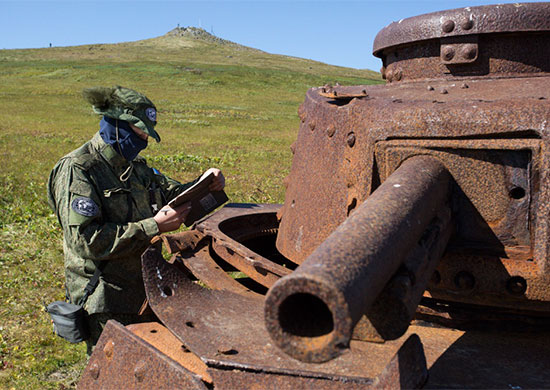
占守島のチハ

## 後継車両・派生型
本車は一貫して第二次世界大戦時の日本陸軍の主力戦車であり、多数の後継型・派生型が存在する。なお、大戦後半に多種の自走砲が出現したことには、本車の車台が野戦砲を搭載するのに適当であったことのほかに、57mm砲塔を搭載していた車両の再戦力化という意義もあった。

### 後継車両
一式中戦車 チヘ
九七式中戦車の後継車両。変速器等の開発に手間取り、最終的に二式砲戦車（ホイ）の車体に、新砲塔チハのものをベースに装甲を強化した砲塔を搭載した形で完成した。
なお、新砲塔チハの一部にも本車の砲塔（装甲厚50mm）を搭載したものがあった可能性がある。
三式中戦車 チヌ
一式中戦車の車体をベースに、主砲に三式七糎半戦車砲II型（口径75mm）を搭載する新設計砲塔に換装し、攻撃力をさらに強化した中戦車。

### 派生型

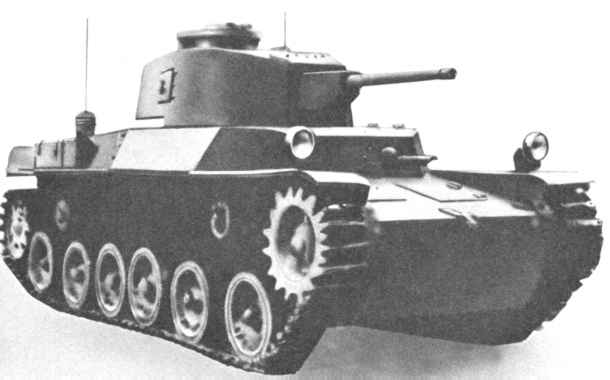
一式中戦車 チヘ
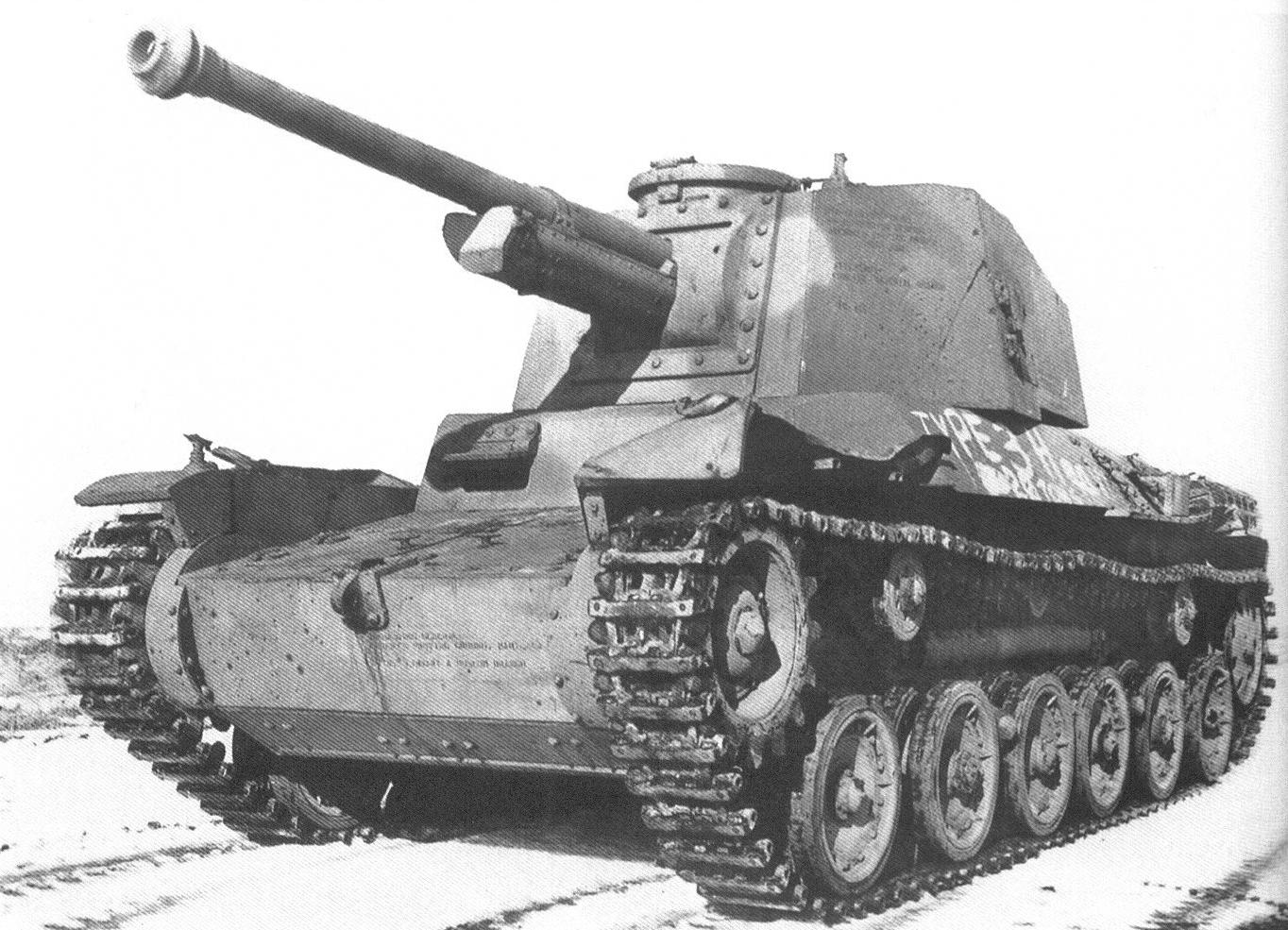
三式中戦車 チヌ
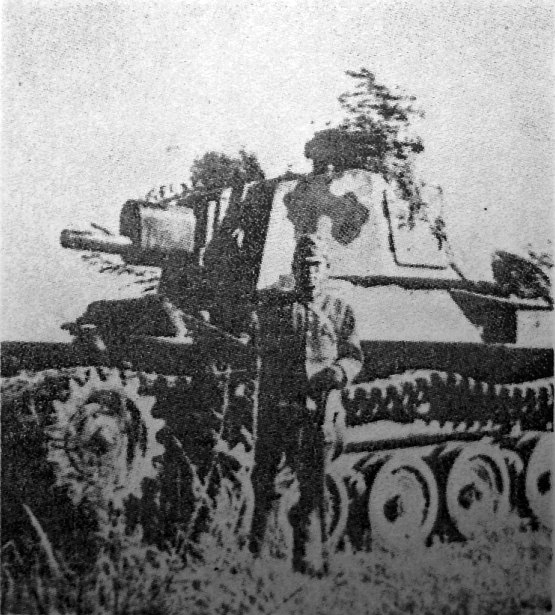
試製一式砲戦車
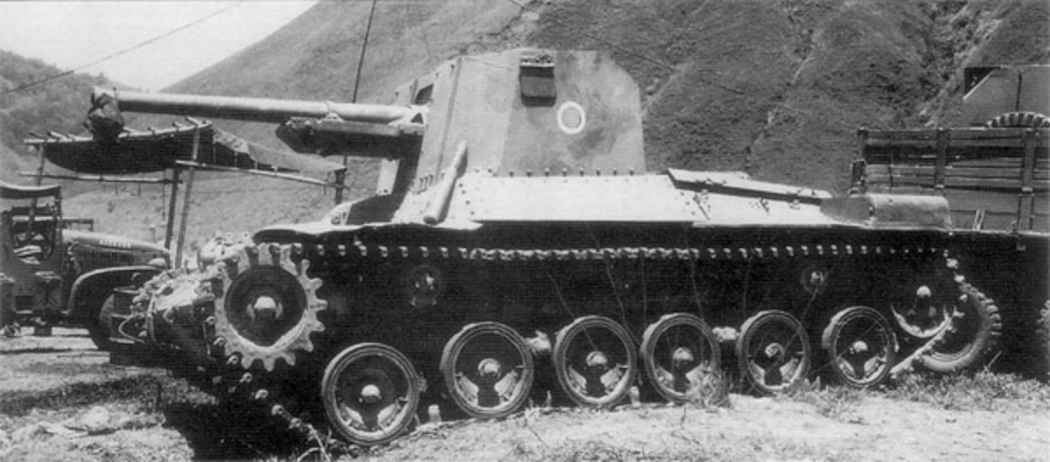
一式砲戦車 ホニI
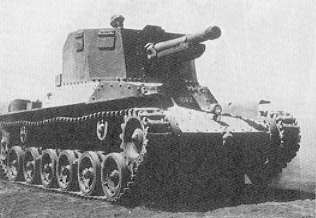
一式十糎自走砲 ホニII
二式砲戦車 ホイ
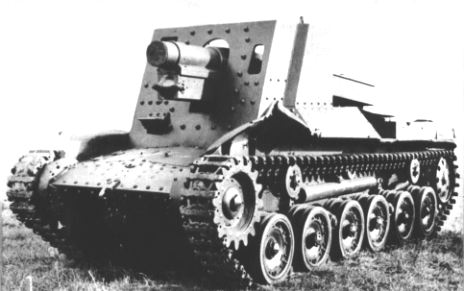
四式十五糎自走砲 ホロ
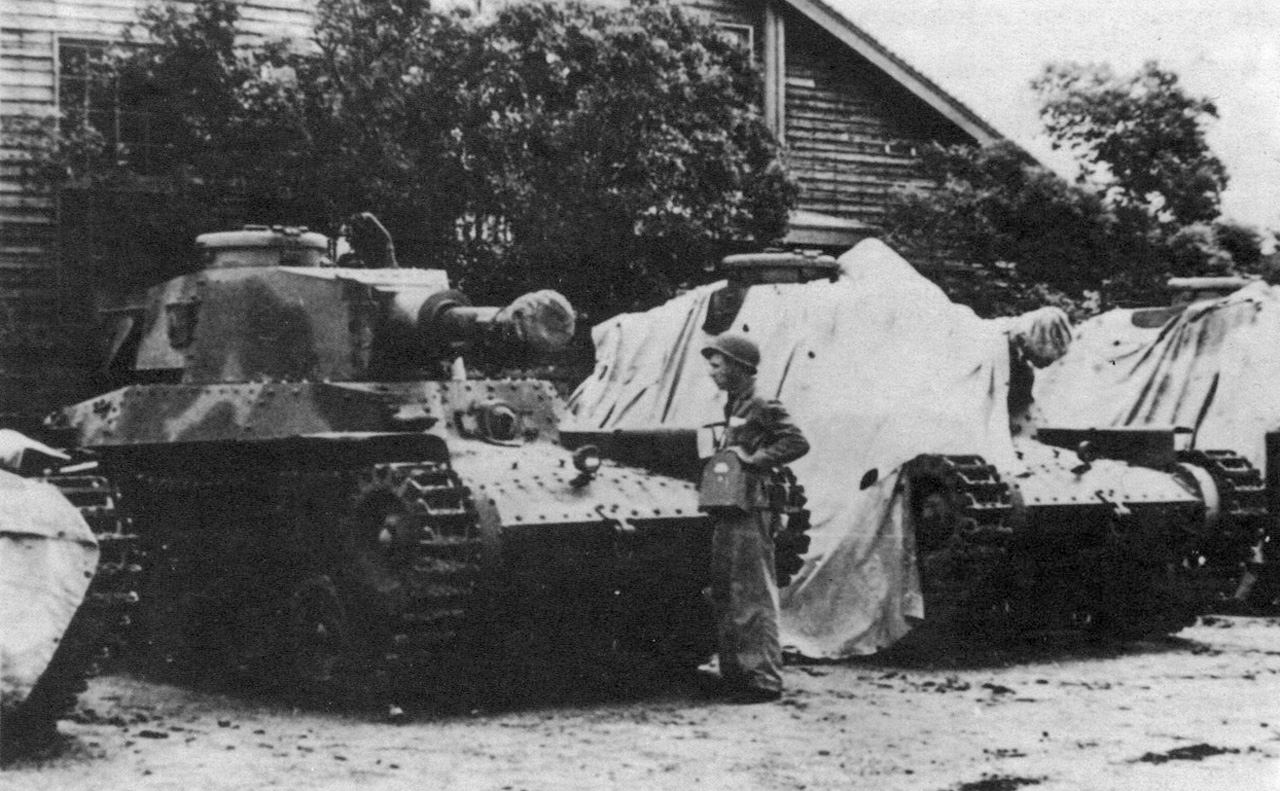
短十二糎自走砲
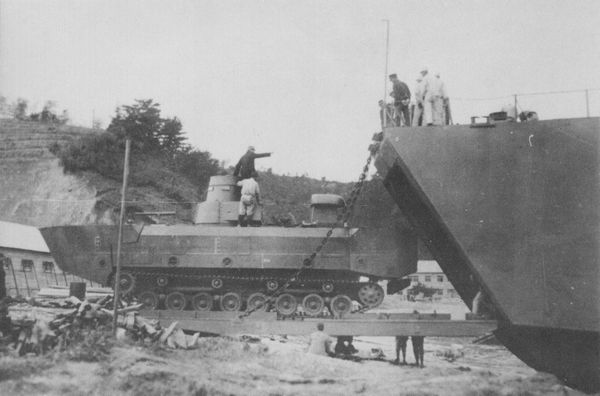
特三式内火艇 カチ
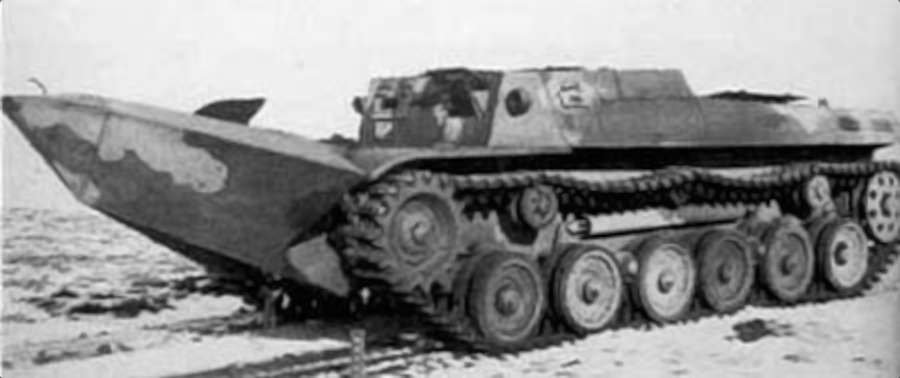
伐開機 ホK
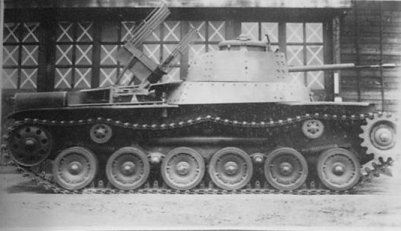
近接戦闘器材 GS車

指揮戦車 シキ
九七式中戦車の前期型をベースに、非武装の砲塔に観測機器を積み込んだ指揮戦車。車体前面の九七式車載重機関銃に替えて、九四式三十七粍戦車砲を装備。車体上部の高さがベース車より低くなっている。
試製一式砲戦車
九七式中戦車の車体をベースに、主砲に九九式七糎半戦車砲 一号砲（口径75mm）を搭載する新設計砲塔に換装した砲戦車。試作車であり、後の二式砲戦車の前身となった。
一式砲戦車 ホニI/一式七糎半自走砲 ホニI
九七式中戦車の車体に九〇式野砲をオープントップの形で固定搭載した自走砲。南方作戦において突撃砲的な運用が構想されていたため、車体正面や防盾部の装甲は50mmに増厚されている。最終的には大戦末期に対戦車自走砲に転用された。
一式十糎自走砲 ホニII
九七式中戦車の車体に九一式十糎榴弾砲を搭載した自走砲。戦車師団の師団砲兵として配備された。1944年(昭和19年)以降は対戦車自走砲として使用することになっていた。
二式砲戦車 ホイ
主砲に九九式七糎半戦車砲（口径75mm）を搭載する新設計砲塔に換装した砲戦車。当初九七式中戦車の車体をベースに山砲級の主砲を搭載する計画で開発が進められ、試製一式砲戦車と呼称された。しかし、射撃試験の結果、山砲級の旋回式主砲を搭載するには車体強度が不足していることが判明し、また、装甲防御力の増加が求められたことから、九七式中戦車とほぼ同大（若干大きい）で一〇〇式統制ディーゼルエンジンを搭載し、装甲厚50mmで溶接を多用した車体を全く新規に設計して採用した。本車の生産数自体はわずかであったが、車体は一式中戦車にも流用された。
三式砲戦車 ホニIII
九七式中戦車の車体に三式七糎半戦車砲II型を特徴的な形状の固定戦闘室に搭載した砲戦車。ホニI、IIと異なり、戦闘室は密閉型である。計画されたのは1943年(昭和18年)だが、1940年(昭和15年)6月頃にも対戦車火器の案の一つとして、類似案が構想されている。
四式十五糎自走砲 ホロ
九七式中戦車の車体に三八式十五糎榴弾砲の砲架以上をほぼそのまま搭載した対戦車自走砲。機動性に難のあった牽引榴弾砲の再戦力化を意図して作られ、フィリピン戦で実戦に投入された。
試製五式十五糎自走砲 ホチ
九七式中戦車の車体に九六式十五糎榴弾砲を搭載した自走砲。試作車。
試製対空戦車 タハ
一式中戦車の車体をベースに、主砲に一式三十七粍高射機関砲（口径37mm）を搭載するオープントップの戦闘室に換装した対空戦車（対空自走砲）。試作車。
十二糎砲戦車（短十二糎自走砲）
新砲塔チハの主砲を駐退器を同心式に改造した短十二糎砲に換装した砲戦車・自走砲。海軍の改造車。
短二十糎自走砲
九七式中戦車に短二十糎砲を装備した自走砲。終戦時計画段階。
十二糎自走砲/長十二糎自走砲
九七式中戦車の車体に十年式十二糎高角砲を旋回可能な形で搭載した自走砲。海軍の改造車。
特三式内火艇 カチ
一式中戦車の車体をベースとした水陸両用戦車。陸軍が開発に協力した海軍の改造車。
装甲工作車 セリ
九七式中戦車の車体をベースとした装甲回収車。試作車。
伐開機 ホK / 伐掃機
九七式中戦車の車体をベースとした工兵車両。
超壕機 TG
九七式中戦車の車体をベースとした工兵車両。試作車。
試製作業車（科かは号）
九七式中戦車の車体をベースとした工兵車両。
地雷処理車 チユ
九七式中戦車の車体をベースとした工兵車両。地雷原処理車。車体上部は新造され、車体前方にチェーンフレイルを2基装備。
近接戦闘器材 GS車
九七式中戦車の車体をベースとした工兵車両。地雷原処理車。試作車。「GS車」の正式名称は「地雷掃車」もしくは「地雷作業車」。砲塔は武装を撤去し、砲塔後面を前方に向けている。砲塔後面の元車載機関銃の箇所に鉄条網破壊用の破壊筒の発射装置を1門、車体上面後部に地雷原処理用の導爆索および誘発索の発射装置を8門装備している。車体前方に地雷除去用の鋤（マインプラウ）や排土板（ドーザーブレード）を追加装備することも可能。
火焔作業車（試製火焔発射戦車 カホ車）
九七式中戦車の車体をベースとした工兵車両。万能型の装甲作業機に代わって、各機能に特化した専用車両の一つ。任務は「各種固定目標および移動目標の火焔による制圧」。開発は第三陸軍技術研究所。新造された車体上部の左右袖部前面に一〇〇式火焔発射器を計2基装備する。砲塔を持つが、九七式中戦車のように車体右側に偏っておらず、車体中央に配置されている。砲塔に九七式五糎七戦車砲らしき物を装備しているが、本物かダミーかは不明。自衛用火器を備える。エンジンは統制型。1943年以降の生産と考えられている。生産台数を含め、詳細は不明。「試製火焔発射戦車 カホ車」は後に付けられた便宜上の名称であり、正式名称ではない。本車は工兵車両なので、火焔発射「戦車」ではない。
七五自走砲（中国国民党軍）
九七式中戦車の後期型車体をベースとした自走砲。固定式砲塔に九四式山砲を1門装備する。七五は砲の口径75mmのことと思われる。1948年に国民党軍聯勤総部兵工署研究発展司が開発研究試作。少なくとも1948年末までには1両が試作される。解放軍による鹵獲箇所から徐州の陸軍装甲兵学校第一修造廠で製作、戦車第一団第三営配備と推定されている。
- 一式中戦車 チヘ
- 三式中戦車 チヌ
- 試製一式砲戦車
- 一式砲戦車 ホニI
- 一式十糎自走砲 ホニII
- 二式砲戦車 ホイ
- 四式十五糎自走砲 ホロ
- 短十二糎自走砲
- 特三式内火艇 カチ
- 伐開機 ホK
- 近接戦闘器材 GS車

## 登場作品
九七式中戦車は実働可能な動態保存車がほぼ存在していない ため、実物が実写映像作品に登場することはまずないが、中華人民共和国ほかで製作された映像作品には、既存の装甲車両を改造して製作されたレプリカが登場するものがある。
マンガや模型の世界やそのファン層では、他国の戦車に対して小さい本車を親しみを込めて「チハたん」という愛称で呼ぶことがしばしばある。

### 映画・テレビドラマ
『馬鹿が戦車でやって来る』
1964年松竹制作、山田洋次監督・ハナ肇主演。「戦車」は「せんしゃ」ではなく「タンク」と読む。登場する「タンク」の砲塔の形状や鉢巻アンテナがあることなどから本車がモデルと思われる。名前は「愛国87号」。雪上車を工務店で改修して制作されたもの。2015年時点で可動状態にはないが、本車の現存が確認されている。
『紫日』（英語: Purple Sunset）
2001年製作の中華人民共和国映画。新砲塔チハが登場。
SU-76自走砲の車体に新造した車体上部と砲塔を載せたレプリカ車両である。なお、当作に登場したものと同一の車両群は、ほかの中華人民共和国の映像作品にも数多く登場している。
『グレート・レイド 史上最大の作戦』（英語: The Great Raid）
2005年製作のアメリカ映画。新砲塔チハが登場。
イギリスのFV432装甲兵員輸送車の車体に新造した車体上部と砲塔を載せたレプリカ車両である。

### 漫画・アニメ
『ウクライナ混成旅団』（漫画）
単行本「幻の豹 The Panther in Ukraina 1950」または「独立戦車隊」収録作品。冒頭に新砲塔型が4両登場し、赤軍歩兵を一式四十七粍戦車砲と九七式車載重機関銃で攻撃する。
しかし、1両は53-K 45mm対戦車砲、別の1両はデグチャレフPTRD1941で砲手と操縦士を無力化され、赤軍歩兵の肉薄攻撃を受けて撃破される。
『ガールズ&パンツァー 劇場版』『ガールズ&パンツァー 最終章』（アニメ）
知波単学園の車両として、「新砲塔チハ（前期車台）」「57mm砲搭載・新車台」が九五式軽戦車、特二式内火艇とともに登場。TVアニメ第6話でも黒森峰女学園に敗れた車両群がワンカットだけ登場している。
『キューナナ・オーヴァドライヴ 97OVER DRIVE』（萩原玲二）（漫画）
新砲塔チハがソ連侵攻後の満州で孤軍奮闘。
『劇画太平洋戦争7　激突!戦車部隊』(山梨賢一 原作,北沢しげる 作画)（漫画）
57mm砲搭載型が登場。マレー作戦、インパール作戦での活躍と悲劇を描く。インパール作戦では土嚢で装甲を補強して対戦車戦に挑む。
『少女終末旅行』（漫画及びアニメ）
スクラップヤードと思われる場所に放置されている兵器群の中に、旧砲塔型が描かれている。
『戦場まんがシリーズ』（漫画）
シリーズの一編「鉄の墓標」にて登場。イギリス軍が九七式中戦車 新砲塔チハに対して6ポンド砲を発砲し、あっけなく撃破する。その際、チハの防御力に呆れてイギリス兵が「ドイツ戦車とはえらい違いだな」との感想をもらす。
『のらくろ』（アニメ）
1970年のアニメ版に登場。猛犬連隊の所属車両として、複数話に鉢巻アンテナ付きの旧砲塔型が登場。主人公ののらくろも劇中で乗車している。夢の中の出来事だが、プロペラと主翼の付いた空飛ぶ戦車として登場する回もある。
『ドラネコロック』（漫画）
主人公の父親泉屋おやじが戦争体験を語る回「かなしき戦場!!」で九七式中戦車 新砲塔チハが登場。燃料切れで撤退していた本車が泉屋おやじから「貴様逃げるのかーっ」と罵られている。

### 小説
『日本国召喚』
小説第6巻にグラ・バルカス帝国の戦車として「2号戦車ハウンド」の名称で登場。ムー国への侵攻に使用され、ムー陸軍歩兵部隊を蹂躙する活躍を見せる。その後は師団規模で進軍するも、100両以上が陸上自衛隊ムー派遣部隊の10式戦車やAH-1S対戦車ヘリコプター、96式多目的誘導弾システムに撃破される。また、外伝1巻では旧日本軍の本物の九七式中戦車が登場している。
『パラレルワールド大戦争』
豊田有恒のSF小説。チハを皇族輸送用に改造した「御動座」が登場。主人公らを載せ、P-51の機銃掃射を防いで愛宕山から成増飛行場まで走る。
『アメリカ本土決戦 戦艦“大和"米艦隊を殲滅す!』
檜山良昭の架空戦記、日本軍がハワイを攻略し、アメリカ西海岸に進攻するという設定、チハはM4中戦車に歯が立たず、戦艦大和の艦砲射撃に支援してもらう。
『ソ連本土決戦 昭和16年8月、関東軍ソ連領へ突入!』
檜山良昭の架空戦記、関東軍が関東軍特種演習から、ソ連極東領内に進攻するという設定、ダリネレチェンスク地区付近の草原で日ソ両軍の戦車部隊が激突するが、チハはT-34を擁するソ連軍に苦戦する。

### ゲーム
『R.U.S.E.』
日本の中戦車として登場。
『War Thunder』
日本陸軍ツリーの中戦車として旧砲塔型が「九七式中戦車」、新砲塔型が「九七式中戦車改」、長十二糎自走砲が「長十二糎自走砲Chi-ha long-gun」、短十二糎自走砲が「Chi-ha short-gun」の名称で登場。また空軍プレイ時のAI中戦車としても登場。中国ツリーの中戦車としても「Chi-ha」(功臣号）、「九七式中戦車改」が登場。さらにTwitchで放送されたJapan Tournament 2021にて特別塗装の新砲塔チハが九七式中戦車改 TDとして配布された。
『World of Tanks』
日本中戦車「Type 97 Chi-Ha」として開発可能。また、中国軽戦車「Type 2597 Chi-Ha」として開発可能。
『九七式中戦車』
ツクダホビーが販売していた、戦車の戦いを再現したウォー・シミュレーションゲームシリーズ「タンクコンバットシリーズ」の第4弾。タイトル通り九七式中戦車を始めとする日本軍戦車の戦いが中心となるが、史実と同様に日本軍戦車が他国の戦車と比較すると全体的に性能に劣り、日本軍側プレイヤーの難易度が高くなっている。
『コール オブ デューティ ワールド・アット・ウォー』
日本軍の戦車として、旧砲塔型と新砲塔型が登場。
『コンバットチョロQ』
諸外国タンクとして登場。また、アリーナのライトクラスの14番目の敵としても登場。
『バトルフィールド』シリーズ
『BF1942』
日本軍の中戦車として旧砲塔型が登場する。迷彩が施されているほか、車載機銃としてMG42が搭載されている。
『BF1943』
日本海軍の戦車として旧砲塔型が登場する。車載機銃として防盾付きのブローニングM1919重機関銃が搭載されている。
『BFBC2』
シングルプレイにのみ、日本海軍の戦車として旧砲塔型が登場。『BF1943』と同様、車載機銃として防盾付きのM1919が搭載されている。車列を組んで、隠れている主人公らの目の前を通過するが、直後にF4U コルセアによる空爆を受け、M1919で反撃するも効果が無く、撃破される。
『BFV』
日本軍の中戦車として旧砲塔型が登場。車載機銃の九七式車載重機関銃のほか、同軸機関銃も装備している。専用技能で75mm砲の搭載（外観が三式中戦車に変化）、120mm榴弾砲の搭載（外観が短十二糎自走砲に変化）が可能。また、GS車がロケット砲戦車として「九七式中戦車GS」の名称で登場するが、外観が史実と異なる。
『パンツァーフロント Ausf.B』
フランス戦線と北アフリカ戦線を舞台とした作品。本車の登場はおまけとしての意味合いが強い。砲塔旋回の仕様を再現したためか、他の車両と照準の操作方法が異なる。
『Enlisted』
太平洋キャンペーンにて課金分隊として登場